# Московский монорельс
Моско́вский монорельс (до 2015 года — Моско́вская моноре́льсовая тра́нспортная систе́ма (ММТС)) — вид общественного транспорта, существовавший в Москве с 2004 по 2025 год. С 2008 года входил в состав скоростного транспорта Москвы, представляя собой одно из подразделений в Московском метрополитене. На схемах обозначался синей линией уменьшенной толщины в серо-голубом контуре и номером .
Единственная линия, расположенная в Северо-Восточном административном округе Москвы, полностью проходила по эстакаде над землёй. Начинаясь вблизи станции  Тимирязевская, маршрут пролегал по улице Фонвизина, пересекал линию Октябрьской железной дороги, проходил мимо телецентра «Останкино» и Останкинского пруда вдоль улицы Академика Королёва, далее мимо ВДНХ, выходя к её главному (недалеко от  ВДНХ), а затем и к северному входу, и завершался станцией  Улица Сергея Эйзенштейна.
По итогам 2014 года монорельсом перевезено 5,6 млн пассажиров. С января по сентябрь 2015 года столичным монорельсом воспользовалось 3,5 млн человек, за тот же период 2016 года — на 500 тыс. пассажиров меньше (снижение на 14 %). Причиной тому стал запуск МЦК и открытие трёх новых станций Люблинско-Дмитровской линии.
По состоянию на 2025 год ежедневное число пассажиров составило менее 2000 человек, что стало одной из причин, которыми власти Москвы обосновали возможную ликвидацию системы. Будущее монорельса было вынесено на голосование на сайте «Активный гражданин». Жителям столицы предлагалось два варианта — сохранение монорельса в текущем виде и создание круглогодичного парка на высоте. 24 июня 2025 года мэр Москвы Сергей Собянин сообщил, что большинство (71 % голосов) выбрало создание парка. 27 июня 2025 года стало последним днём эксплуатации монорельса, который на следующий день был закрыт.
Был единственным монорельсом в России и одним из двух на постсоветском пространстве (наряду с Ашхабадом).

## История

### Подготовка к проекту
Официальная история этого проекта начинается 17 июля 1998 года, когда государственному предприятию «Московский институт теплотехники» (МИТ) совместно с Управлением транспорта и связи и Москомархитектурой (НИиПИ Генплана города Москвы) было поручено разработать проект программы «Московский монорельсовый транспорт» (срок — сентябрь 1998 года) и предварительное технико-экономическое обоснование создания монорельсовых трасс в Москве (срок — декабрь 1998 года).
2 сентября 1998 года мэр Москвы Юрий Лужков подписал распоряжение № 996-РП «О проектировании и строительстве новых видов скоростного транспорта в г. Москве», которым Управлению транспорта и связи совместно с ГП «Московский институт теплотехники» предписывалось продолжить работу по теме «Московский монорельсовый транспорт» и в I квартале 1999 года разработать предложения по созданию первоочередного участка монорельсовой дороги.
16 февраля 1999 года было подписано постановление о создании ОАО «Московские монорельсовые дороги», в котором Департамент государственного и муниципального имущества города Москвы от имени Правительства Москвы выступает соучредителем с долей 25 % + 1 акция при общем объёме уставного капитала 100 млн рублей. В Северо-Восточном округе Москвы была создана комиссия для оперативного руководства работами по монорельсу.
К I кварталу 2000 года на базе МИТ был построен экспериментально-испытательный монорельсовый комплекс (тестовая трасса), закуплен состав фирмы Intamin. В «Нормах и правилах проектирования планировки и застройки Москвы МГСН 1.01-99» были в том числе прописаны нормы и правила для строительства монорельсовых дорог и определены параметры монорельсового транспорта.

Тестовая монорельсовая дорога на территории института теплотехники
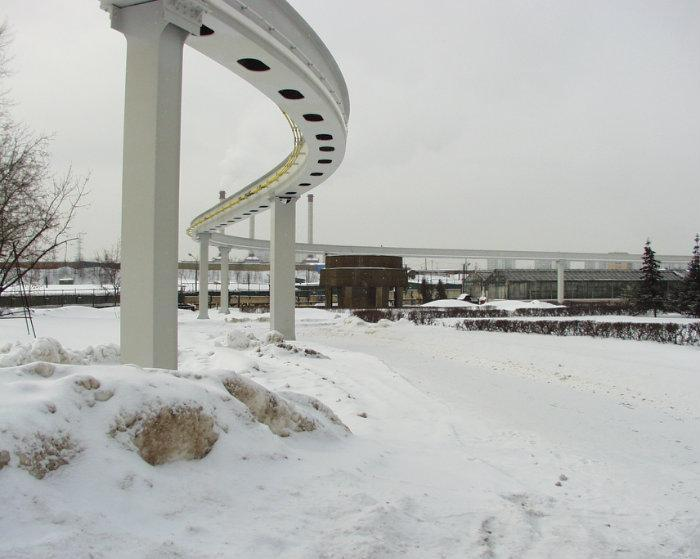
Путевая балка
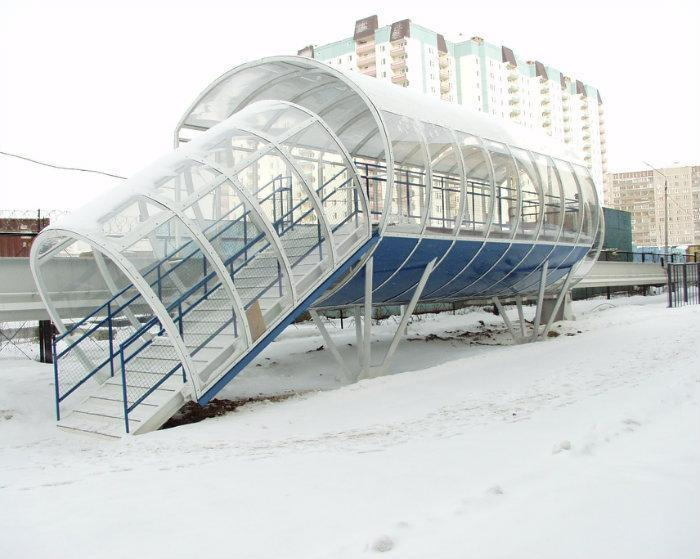
Станция
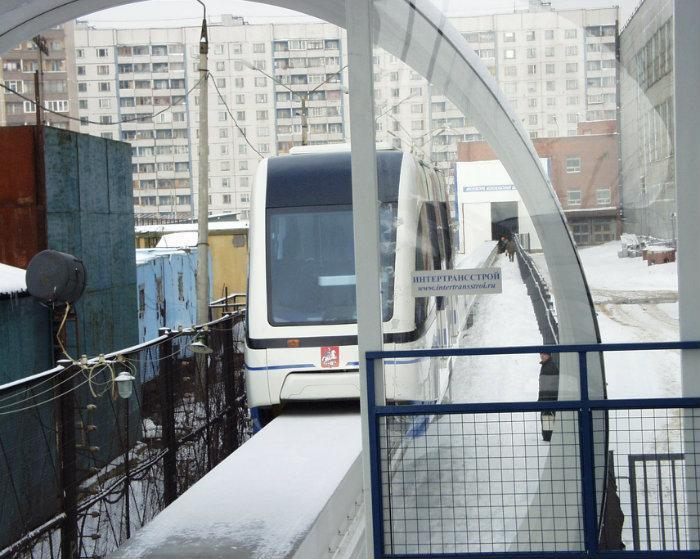
Опытный двухвагонный поезд P30

### Проектирование

Карта монорельса и метрополитена

Первоначально планировалось построить линию от Ярославского шоссе до путепровода «Северянин», однако позже проект был изменён. Окончательно участок строительства будущей монорельсовой транспортной системы, которая должна была связать ВДНХ с ближайшими станциями метро («Тимирязевская» и «Ботанический сад»), был определён 13 марта 2001 года в «Концепции проведения в г. Москве в 2010 году Всемирной универсальной выставки ЭКСПО-2010». 21 июня 2001 года определены исполнители предпроектных проработок ММТС:
- ОАО «Московские монорельсовые дороги» (Берёзовая аллея, 10) — основные технические решения первой очереди ММТС, электроподвижной состав;
- ООО «Селтон-М» — диспетчерская система управления ММТС;
- ФГУП «НПО автоматики имени академика Н. А. Семихатова» (Екатеринбург) — система управления движением электроподвижного состава;
- ФГУП «ОКБ Вымпел» — стрелочные переводы; парковочные устройства; вспомогательное оборудование;
- ОАО «ММЗ Вымпел» — основные детали ходовой части подвижного состава;
- ОАО ИНЦ «ТЭМП» — разработка и изготовление тяговых линейных электродвигателей (ТЛЭД), техническое сопровождение эксплуатации тяговых линейных электроприводов (ТЛЭП);
- OAO «НПП КВАНТ» — разработка и создание системы управления тяговыми электродвигателями;
- ФГУП «НИИШП» — разработка и создание колёс усиленной конструкции R22,5 со внутренней ребордой;
- Москомархитектура, ОАО «Корпорация „Трансстрой“», институт «Мосинжпроект», институт «МосгортрансНИИпроект»[23], ГУП «Мосгортранс», ЗАО «Промтрансниипроект» (монорельсовая трасса, строительные сооружения, электроснабжение ММТС, электродепо).

В градостроительном плане развития территории Северо-Восточного административного округа до 2020 года в качестве одного из приоритетных направлений называется строительство монорельсовой транспортной системы от станции метро «Ботанический сад» до станции метро «Тимирязевская» протяжённостью 8,6 км с 9 станциями. 25 декабря 2001 года проект строительства ММТС был разделён на две очереди. В качестве первой очереди принят участок от станции метро «Тимирязевская» до ВДНХ. 22 мая из Постановления Правительства Москвы стали известны предварительные сроки ввода линии в эксплуатацию — II квартал 2003 года. В том же постановлении подчёркивается уникальность объекта и отсутствие у российских организаций опыта выполнения подобных работ. 31 января 2002 года было определено размещение депо ММТС на территории трамвайного депо имени Н. Э. Баумана, вывод экспонатов находившегося там с 10 сентября 1999 года музея городского пассажирского транспорта с территории депо и начало строительства нового здания музея в Строгине.

### Строительство
В августе 2001 года начались первые работы на улице Фонвизина: освоение площадки, вырубка деревьев на аллее улицы и пробное бурение. 22 сентября установлен пробный каркас под первую опору. В ноябре начался перевод экспонатов Музея пассажирского транспорта на Трамвайно-ремонтный завод. 2 февраля 2002 года закрыто движение трамваев от южного входа ВДНХ до Останкина, для чего на месте автостоянки был построен временный однопутный разворотный круг для трамваев 11-го и 17-го маршрутов.
В это время проходит доработка подвижного состава, так как приобретённый ранее пробный состав Intamin показал неудовлетворительные результаты испытаний работы в зимний период. Итогом этой доработки стала установка линейного двигателя разработки инженерно-научного центра «ТЭМП» (транспорт электромагнитный пассажирский). Сама трасса официально именуется экспериментальной.
7 мая была подписана программа развития Московского метрополитена и других видов скоростного внеуличного транспорта <…> до 2015 года, согласно которой планировалось закончить в 2005 году строительство 8,6 км линии «Тимирязевская — Ботанический сад», а до 2015 года строительство других монорельсовых линий или продление существующей не планировалось.
В марте — июне было полностью завершено возведение линии для запуска монорельса над трамвайными путями на улице Академика Королёва. В июне начались работы по сооружению первой станции — «Улица Академика Королёва». 15 октября было восстановлено трамвайное движение по линии от ВДНХ до конечной станции «Останкино». В декабре опоры были установлены на всём протяжении трассы, почти везде уложены ходовые балки. Стали заметны места строительства всех станций. В апреле 2003 года началось строительство станции «Тимирязевская», укладка балок и строительство стрелки.
14 октября подписано постановление Правительства Москвы № 866-ПП «О порядке приёмки в эксплуатацию пускового комплекса 2003 года первой очереди Московской монорельсовой транспортной системы». В данном документе подробно описывается порядок и сроки приёмки в эксплуатацию, а также приведены технические параметры ММТС. Согласно данному постановлению, состав приёмочной комиссии должен быть утверждён до 24 октября. 11 ноября конечная станция ММТС «Экспоцентр» получила новое название — «Улица Сергея Эйзенштейна». 21 ноября установлена охранная зона шириной 25 метров по обе стороны от опор ММТС, в которой введён режим ограничения строительной деятельности, связанной с рытьём котлованов, прокладкой инженерных коммуникаций, сооружением фундаментов зданий, горнопроходческими работами и др. В охранной зоне шириной 100 метров введены ограничения для работ, связанных с понижением уровня грунтовых вод.
В ноябре 2003 года большинство станций находилось на стадии завершения, везде были уложены ходовые балки, в декабре началась обкатка первого экземпляра подвижного состава.
Запланированного начало февраля 2004 года открытия линии не состоялось, пуск был перенесён на 23 февраля. 19 февраля был подписан акт приёмки путевой структуры, станций и системы энергоснабжения ММТС. В процессе испытаний 21 февраля произошла авария: вагон сорвал около 15 метров контактного рельса в районе станции «Улица Академика Королёва». Было объявлено об очередном перенесении сроков.
20 апреля 2004 года было подписано распоряжение Правительства Москвы № 746-РП «О дополнительных мерах по созданию Московской монорельсовой транспортной системы», в котором подчёркивался экспериментальный характер первой очереди ММТС, а также закреплялся перенос части работ с 2003 на 2004 год. В мае на линии прошла обкатка трёх составов, но открытие дороги было отложено без публичного объяснения причин.
11 ноября стало известно, что основные работы на пусковом комплексе ММТС, обеспечивающие безопасность перевозки пассажиров, завершены, и что требуется завершить работы, связанные с автоматизацией управления и удобствами эксплуатации системы. Шла подготовка к запуску системы в экскурсионном режиме. В этот же день начальник метрополитена Дмитрий Гаев представил линию корреспондентам СМИ.

### Экскурсионный режим
20 ноября 2004 года: монорельс принял первых пассажиров, начав работу в «экскурсионном режиме». На линии работало 2 состава, интервал движения составлял 30 минут, время работы по предложению ГУП «Московский метрополитен» установлено с 10:00 до 16:00. Посадка осуществлялась только на станции «Улица Сергея Эйзенштейна». 29 ноября была открыта для входа станция «Тимирязевская». Стоимость проезда составляла 50 рублей для взрослых, для школьников и учащихся ПТУ — 25 рублей, для детей до шести (позже — до семи) лет — бесплатно.

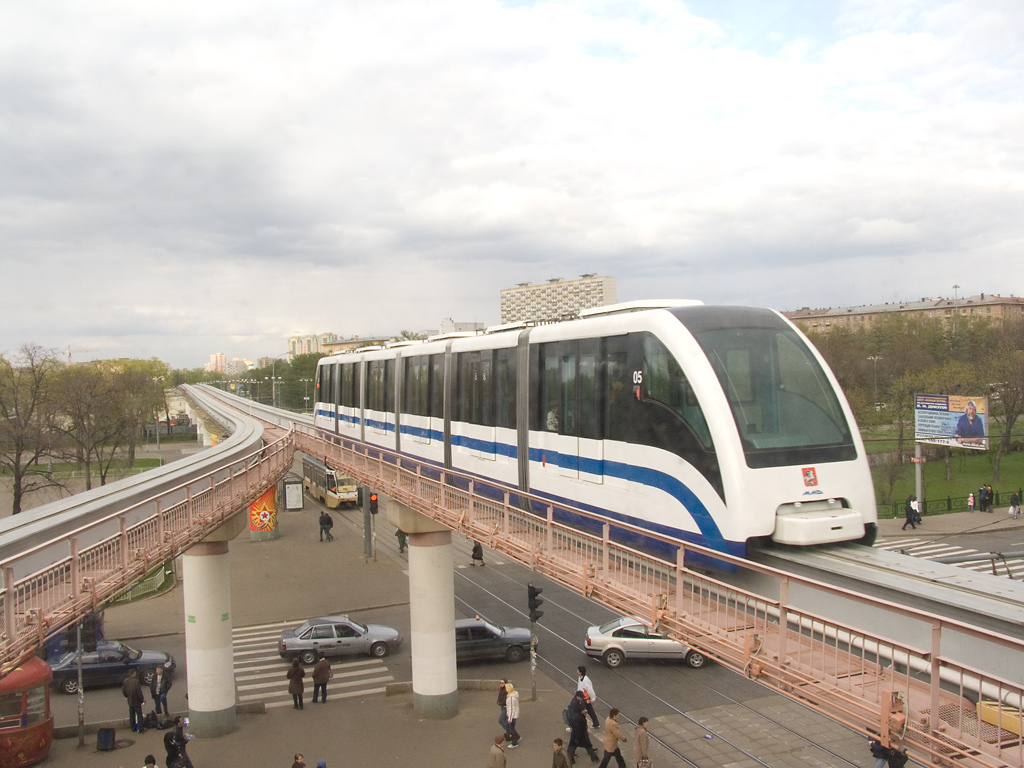
Поезд московского монорельса отправляется от станции «Выставочный центр»

В 2005 году был утверждён проект создания трассы, а также стали известны общие затраты на её сооружение. В июле интервал движения был сокращён до 20-23 минут, время работы установлено с 8:00 до 20:00, открыты для входа пассажиров станции «Выставочный центр» и «Телецентр». 6 февраля 2006 года произошло возгорание электрооборудования между секциями состава в момент нахождения на станции «Выставочный центр». Аварийный состав был отправлен в депо, в ходе пожара никто не пострадал. По предварительной версии, причиной пожара мог стать резкий скачок напряжения в контактной сети. До 11 февраля линия была закрыта для пассажиров.
В связи с необходимостью проведения комплексных испытаний ММТС срок запуска линии был перенесён на I полугодие 2006 года.
7 мая и 1 июня произошли две аварии, связанные с повреждением контактной сети токосъёмными устройствами составов. Ликвидация последствий в обоих случаях заняла несколько дней. Было принято решение произвести дополнительную проверку надёжности реализованных технических решений по контактной сети и токосъёмам электропоездов. В связи с этим сроки запуска ММТС в промышленную эксплуатацию были перенесены на II полугодие 2006 года.
Полностью все станции были открыты для входа и выхода пассажиров 1 сентября. 19 октября в течение двух дней проводились испытания одновременной работы 6 составов на линии. По сообщениям сотрудников ММТС испытания выявили недостаточную надёжность подвижного состава. В декабре началась эксплуатация состава № 08 и были проведены повторные испытания одновременной работы 6 составов на линии. Сроки запуска ММТС в промышленную эксплуатацию перенеслись на I полугодие 2007 года с формулировкой: «в связи с длительными сроками изготовления узлов и агрегатов для многофункционального технологического транспортного средства для московской монорельсовой транспортной системы».
В I квартале 2007 года были завершены работы по отладке эксплуатации монорельсовой дороги в полуавтоматическом режиме. Для обеспечения удобства эвакуации пассажиров в чрезвычайных ситуациях потребовалось расширить ходовые мостки в районе глухих стен станций островного типа, после чего могла быть проведена комиссия по приёмке и открыто регулярное движение. Данные работы были завершены в декабре. Также в декабре был подписан акт приёмки передачи ММТС в собственность города Москвы и проведена государственная комиссия по приёмке монорельсовой транспортной системы в целом.

### Транспортный режим
10 января 2008 года линия перешла в транспортный режим работы. С этого дня все станции были открыты для входа и выхода пассажиров с 7:00 до 23:00. Цены были снижены с 50 до 19 рублей за одну поездку, появились проездные билеты, в том числе для студентов. За первую неделю работы в режиме работы общегородского транспорта (с 10 января 2008 года) количество перевезённых пассажиров составило 37 871 человек. «Когда монорельс работал в экскурсионном режиме, за одну неделю объём пассажиропотока достигал 12 тыс. человек», — отметили в Департаменте транспорта Москвы. В первую неделю работы в транспортном режиме монорельсом ежедневно пользовались от 5,7 до 6,2 тыс. пассажиров, в выходные эта цифра достигла 7 тыс. человек. По словам заместителя мэра, за первые полтора месяца работы в транспортном режиме пассажиропоток монорельса увеличился в 7 раз.

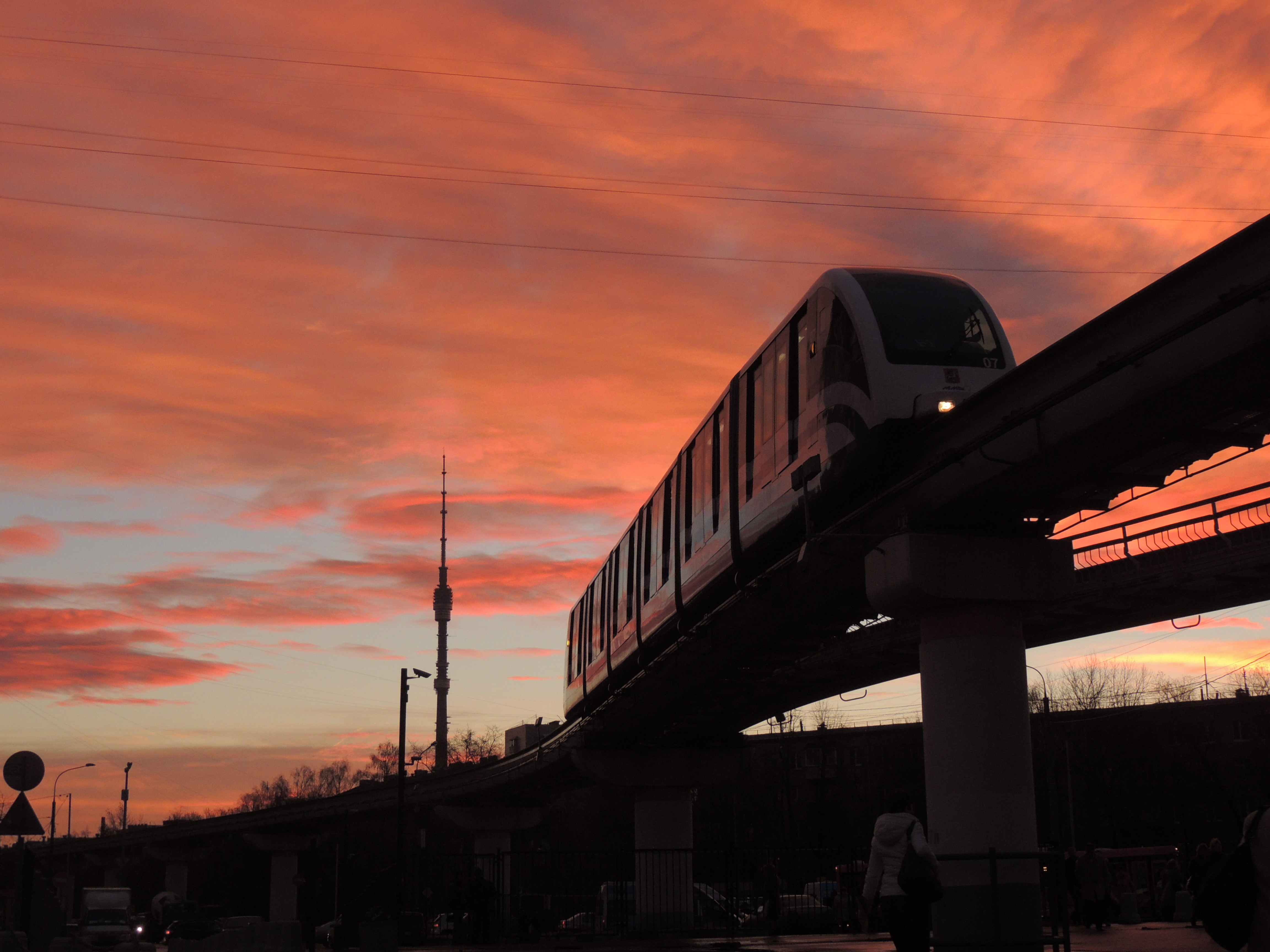
Поезд на закате возле станции Тимирязевская

22 июля 2008 года было подписано Постановление Правительства Москвы № 623-ПП, в котором был расширен список льготных категорий граждан, имеющих право бесплатного проезда на московском монорельсе. Право бесплатного проезда получили также обладатели социальной карты жителя Московской области. В ноябре 2008 года максимальное количество составов на линии было увеличено с 5 до 6, а 1 декабря был введён новый график движения. Интервалы на линии составили от 6 мин. 55 сек. до 20 мин. 45 сек., была повышена скорость движения: полный круг состав проходил за 41 мин. 40 сек. (было 45 минут). Среднесуточный пассажиропоток в 2008 году составил около 9,6 тыс. человек. Всего в течение 2008 года монорельс перевёз 3,5 млн человек, что на 2,3 млн больше по сравнению с предыдущим годом.
С 2009 года время прохождения составом полного круга было уменьшено до 39 минут 40 секунд. Минимальный интервал движения поездов также уменьшился с 6 минут 55 секунд до 6 минут 35 секунд. Среднесуточный пассажиропоток в 2009 году составил около 11,2 тыс. человек, что на 17,3 % больше, чем в 2008 году. В 2010 году стоимость билета на одну поездку составляла 26 рублей, в 2011 году — 28 рублей.
7 ноября 2010 года в моторном отсеке одного из вагонов монорельса произошло возгорание. Никто не пострадал, все пассажиры были эвакуированы. Движение по монорельсовой дороге было временно приостановлено.
С 1 января 2013 года билеты Московского метрополитена стали действительными на монорельсе. С 1 апреля того же года на основании указания начальника метрополитена Ивана Беседина был сокращён режим работы эскалаторов — после 22:00 выход со станции осуществлялся через лифт для инвалидов.
В декабре 2015 года монорельс стал обозначаться на картах как тринадцатая линия метро .

### Возврат к экскурсионному режиму

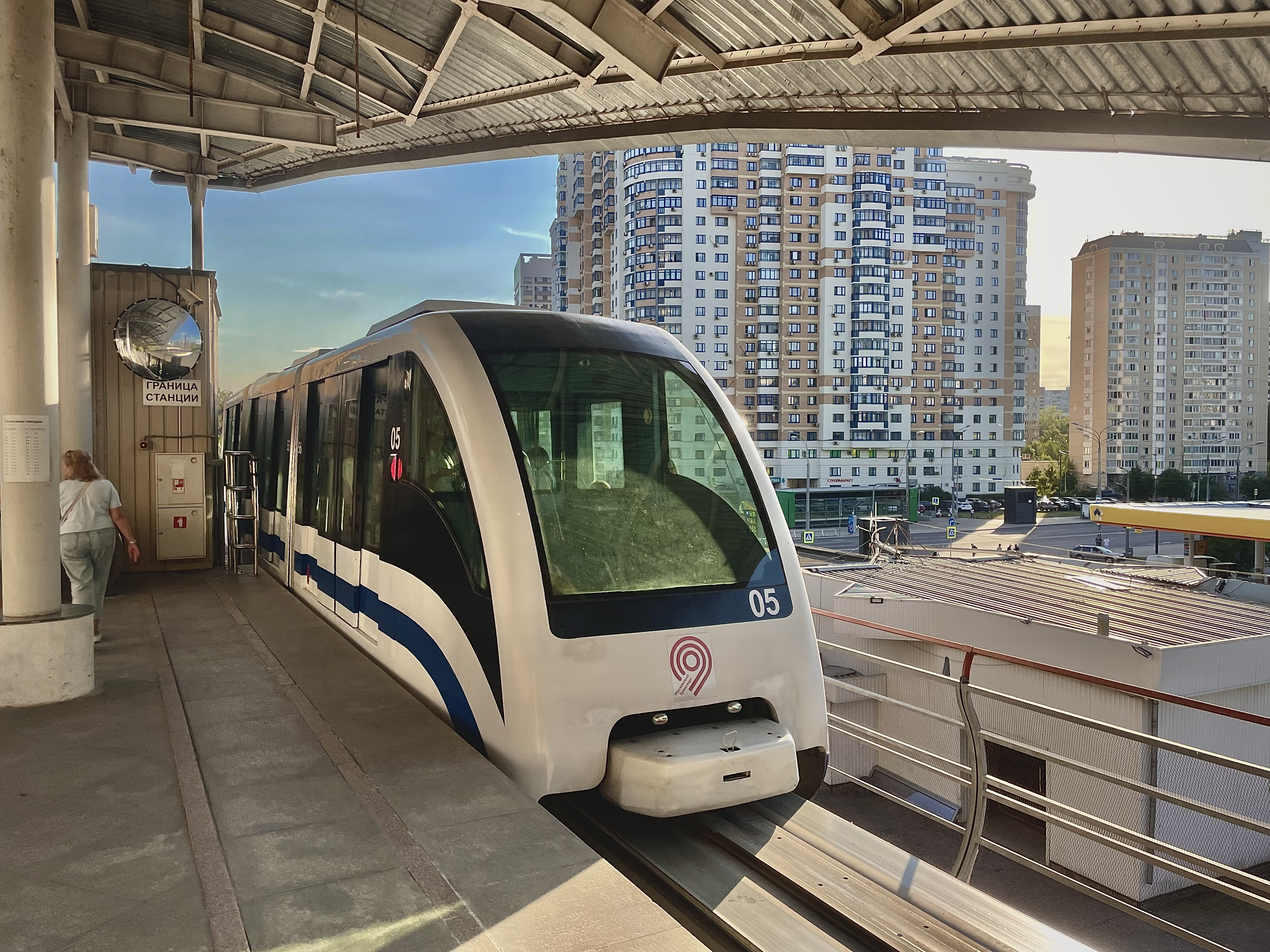
Поезд Московского монорельса ЭПС № 05 по маршруту Улица Сергея Эйзенштейна — Тимирязевская отправляется со станции «Улица Милашенкова»

23 апреля 2012 года заместитель руководителя департамента транспорта и развития дорожно-транспортной инфраструктуры Москвы Евгений Михайлов на промышленной выставке в Ганновере заявил, что Московский монорельс может быть закрыт и демонтирован из-за убыточности и небольшого пассажиропотока (11 тыс. пасс./сутки). Но уже 16 июля московская мэрия приняла решение не закрывать монорельс по крайней мере до 2015 года, когда в районе будет построена линия метро. В 2015 году к вопросу о возможном закрытии монорельса собирались вновь вернуться. 3 октября 2012 года вице-мэр Максим Ликсутов объявил, что в условиях дефицита транспортной инфраструктуры в городе причин для закрытия монорельса нет.
Начальник Московского метрополитена Дмитрий Пегов в опубликованном в июле 2016 года интервью сообщил, что проектировавшийся как аттракцион монорельс потеряет актуальность как средство массовой перевозки после открытия МЦК и новых станций метро, поэтому правительством Москвы рассматриваются два решения: либо сохранение дороги как аттракциона, либо демонтаж с частичным использованием конструкций для движения трамвая. 13 октября 2016 года Пегов заявил, что с 2017 года монорельсовая система переводится в режим движения поездов по расписанию, а потом — в режим туристической работы при ВДНХ.
Хотя в сентябре 2015 года руководитель столичного Департамента транспорта Максим Ликсутов заявил, что «никакого решения по разборке монорельса нет», в июле 2016 года Дмитрий Пегов сообщил, что возможность замены монорельса на трамвай рассматривается. Однако вскоре, 2 августа 2016 года, Ликсутов высказался о том, что монорельс превратится в «туристический объект» при сохранении пассажирского движения, сославшись на указание мэра Москвы Сергея Собянина.
23 января 2017 года монорельс возвращён в экскурсионный режим: интервал движения 30 минут, режим работы с 8:00 до 20:00. Официально эта мера объяснялась снижением пассажиропотока на монорельсе после ввода в эксплуатацию в 2016 году Московского центрального кольца и нового участка Люблинско-Дмитровской линии: согласно официальной статистике, пассажиропоток на московском монорельсе упал на 15 %, однако приблизительно в то же время в депо начались серьёзные проблемы с запчастями для ремонта подвижного состава, в результате чего количество годных к выпуску на линию поездов резко сократилось. Это послужило причиной серьёзной критики режима эксплуатации монорельсовой системы. Стоимость проезда при этом осталась прежней.
Однако после изменения интервала движения ряд пассажиров отмечал, что в часы пик и в период проведения выставок и других массовых мероприятий на ВДНХ возникали проблемы во время посадки.

### Закрытие и преобразование в парк

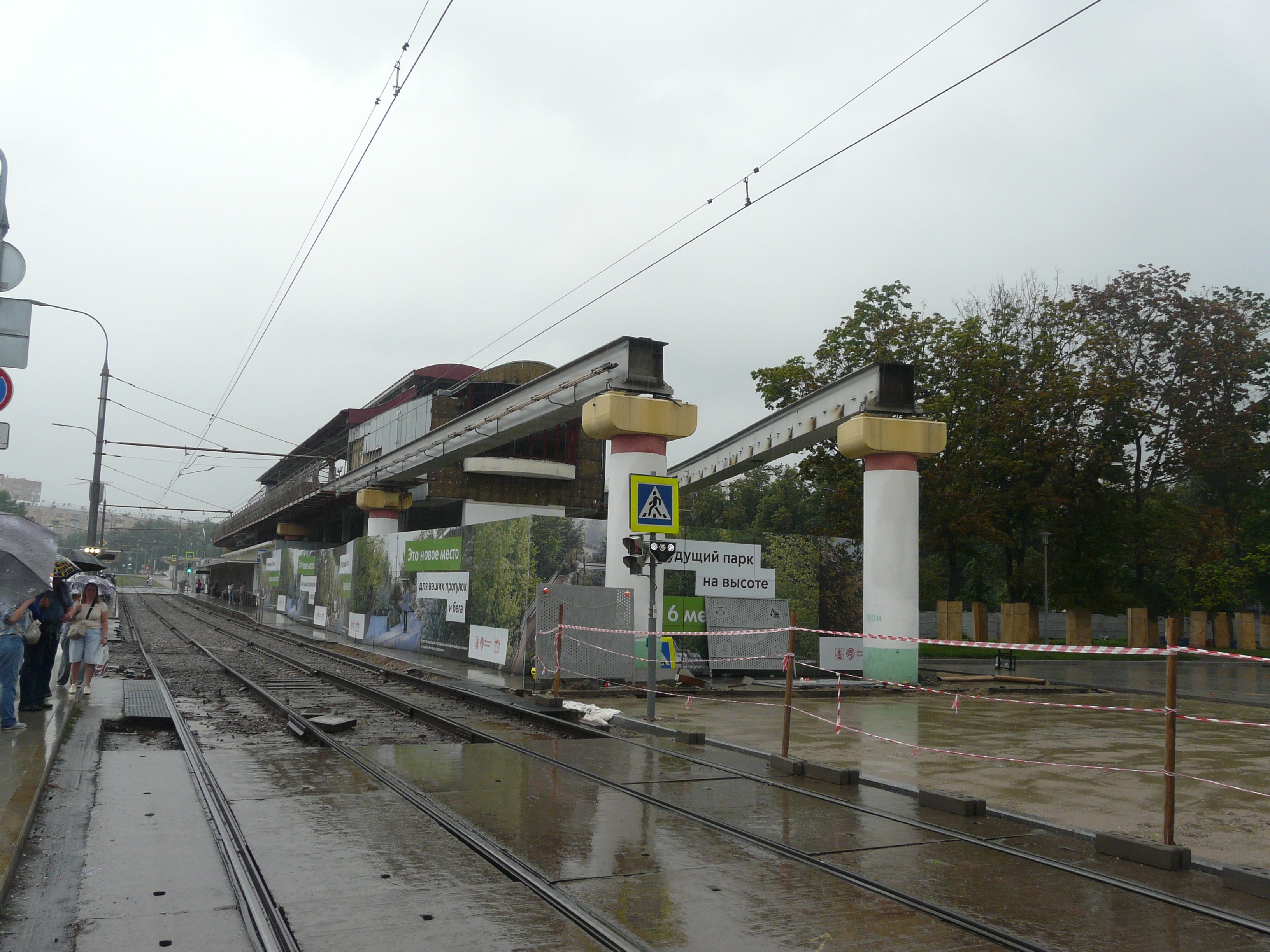
Станция «Выставочный центр» в процессе сноса

В 2018 году архитектурное бюро Wowhaus, которое работало над обновлением парка Горького и Крымской набережной, представило проект создания на месте монорельсовой линии публичного парка. Архитекторы также предложили запустить по маршруту монорельса трамвай, а эстакаду превратить в многоуровневое общественное пространство со спортивными площадками, висячими садами и оранжереей, велодорожками, кафе и другими рекреационными зонами.
В августе 2020 года газета «Ведомости» со ссылкой на чиновников мэрии написала о новых планах закрытия монорельса. По информации издания, аргументами в пользу закрытия монорельса было: значительное, до 10—15 %, снижение нагрузки в пиковые часы после ввода в эксплуатацию линий метро и МЦК; малое число постоянных пассажиров, которых, по статистике использования карт «Тройка», было всего 39; исключительная дороговизна в эксплуатации. Публикации о возможном закрытии монорельса вызвали широкий общественный резонанс, и московские власти заявили, что решение о дальнейшей судьбе монорельса должно быть принято самими москвичами. Вскоре на транспортном портале Москвы было открыто соответствующее голосование.

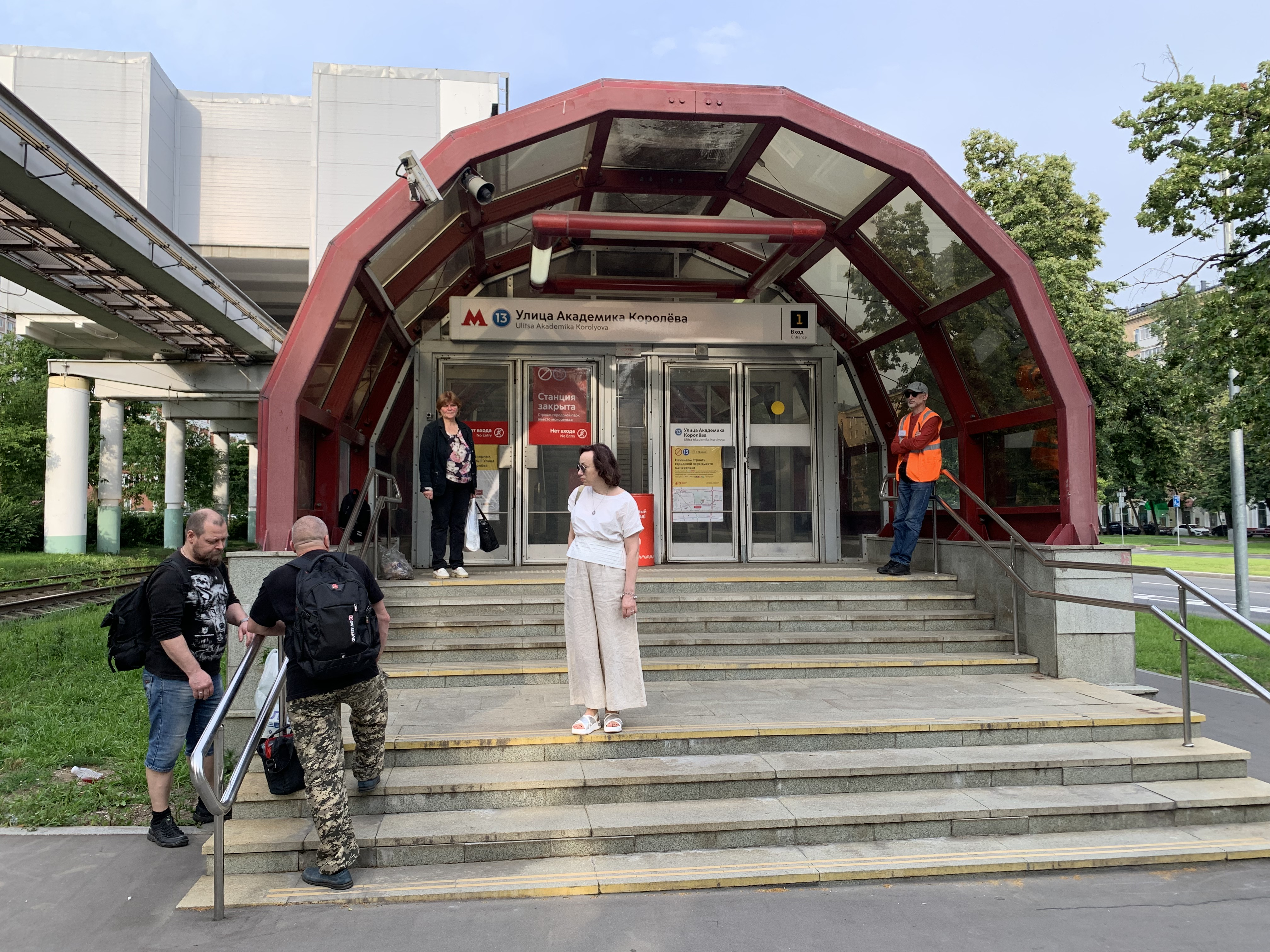
Первый день после закрытия монорельса. Растерянные пассажиры у станции «Улица Академика Королёва»

В июне 2025 года в проекте «Активный гражданин» появилось голосование о дальнейшей судьбе монорельса. Во вводной информации указано, что за последние десять лет поток пассажиров монорельса сократился в десять раз. В сутки им пользуются менее двух тысяч человек, из них 150 — местные жители, а большая часть — это туристы. Себестоимость поездки одного пассажира составляет около 1,5 тысячи рублей, что в почти 20 раз больше себестоимости поездки на метро. Участникам голосования предлагалось выбрать: создать ли на эстакаде монорельса «уникальный для России круглогодичный круглосуточный прогулочный парк в воздухе» по аналогии с парками «Хай-Лайн» в Нью-Йорке и Seoullo 7017 в Сеуле или «сохранить устаревший транспорт». Интернет-издание «Москвич Mag» выразило мнение, что с такими вариантами выбора судьба монорельса была предрешена. Монорельс имел, в основном, локальную транспортную значимость, но отдельного голосования для местных жителей не было. По итогам голосования большинство выбрало создание парка — 71 % голосов. С момента объявления результатов голосования и до обнародованной даты закрытия монорельса прошло всего лишь двое суток. Монорельс был закрыт вечером 27 июня 2025 года.
На эстакаде власти обещают к 2027 году организовать беговую дорожку, аллеи, кафе и места для отдыха. Станцию «Улица Сергея Эйзенштейна» вместе с участком до «Выставочного центра» планируется снести с целью сделать «вид на ВДНХ привлекательнее». Архитектурную концепцию парка, по словам директора учреждения, разработал НИИ «Мостранспроект».

## Станции
|       | Название станции           | Дата открытия  | Пересадки | Высота, м | Координаты                      | Вид станции |
| ----- | -------------------------- | -------------- | --------- | --------- | ------------------------------- | ----------- |
| 13 01 | «Тимирязевская»            | 20 ноября 2004 | 09 D1     | +6        | 55°49′08″ с. ш. 37°34′44″ в. д. |             |
| 13 02 | «Улица Милашенкова»        | 20 ноября 2004 | 10        | +6        | 55°49′18″ с. ш. 37°35′28″ в. д. |             |
| 13 03 | «Телецентр»                | 20 ноября 2004 | 10 D3     | +6        | 55°49′18″ с. ш. 37°36′32″ в. д. |             |
| 13 04 | «Улица Академика Королёва» | 20 ноября 2004 |           | +12       | 55°49′18″ с. ш. 37°37′37″ в. д. |             |
| 13 05 | «Выставочный центр»        | 20 ноября 2004 | 06        | +6        | 55°49′26″ с. ш. 37°38′18″ в. д. |             |
| 13 06 | «Улица Сергея Эйзенштейна» | 20 ноября 2004 |           | +6        | 55°49′45″ с. ш. 37°38′42″ в. д. |             |

## Режим работы и цена билетов
Билет на монорельс
С 23 января 2017 года в связи с возвратом Московского монорельса с режима городского транспорта на экскурсионный станции монорельса были открыты для входа пассажиров с 7:50 до 20:00 часов ежедневно. Время поездки между конечными станциями «Улица Сергея Эйзенштейна» и «Тимирязевская» составляло 15-20 минут.

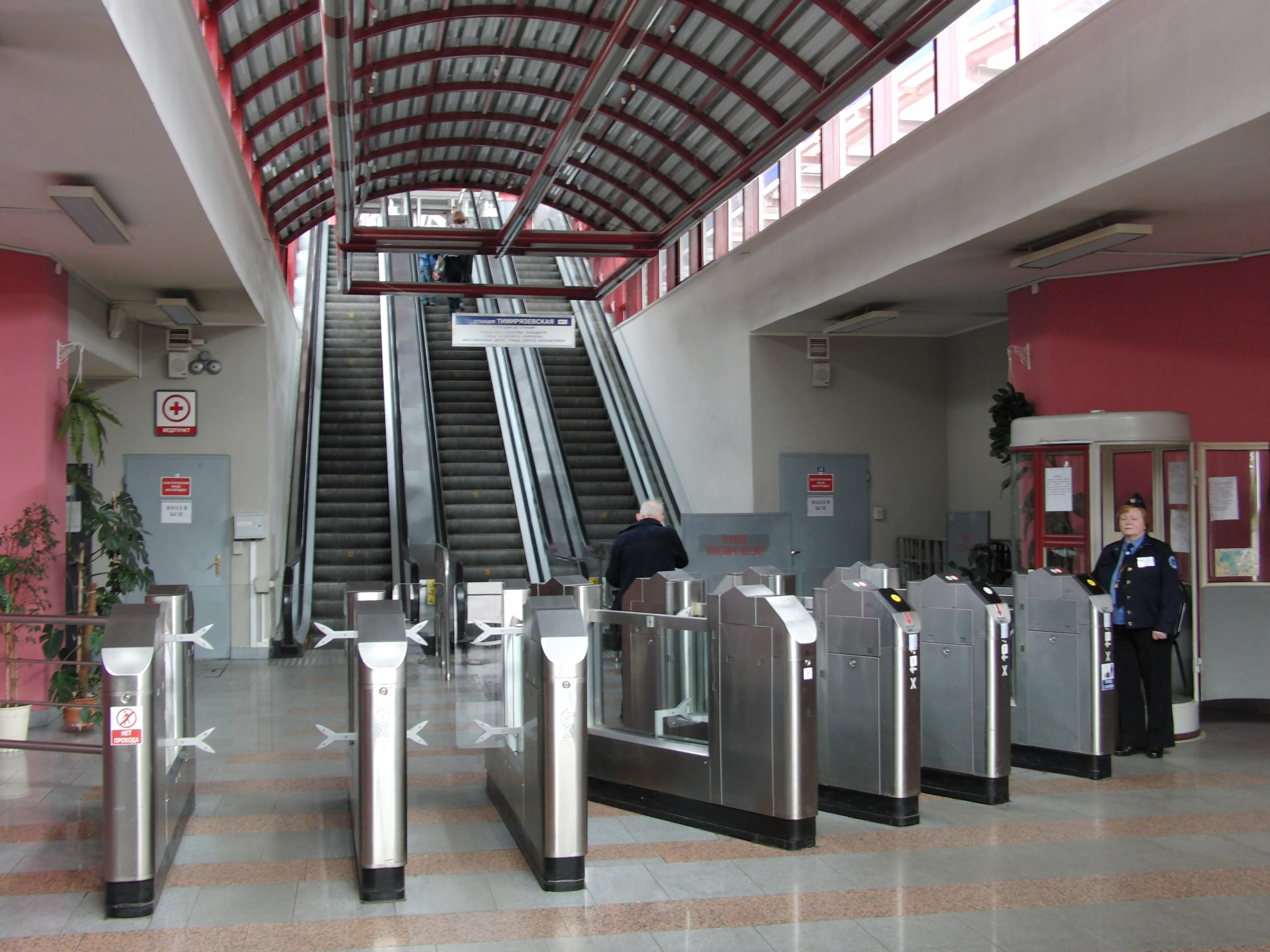
Турникеты на станции Тимирязевская

На линии работало от 2 до 6 составов. Первые поезда с конечных станций отправлялись в 8:00, последние — в 20:05. Цена билета на одну поездку в 2019 году составляла 55 рублей; проездной билет без ограничения числа поездок для школьников, учащихся ПТУ и студентов — 395 рублей. Для детей до 7 лет, а также при проходе по социальной карте москвича или жителя Московской области проезд был бесплатным.
По состоянию на 2024 год монорельсовый поезд совершал 2 рейса в час в каждом направлении по расписанию.

### Пересадки (метро, МЦК, монорельс)
Движение пассажира по маршрутам метро — МЦК — монорельс и монорельс — метро — МЦК (с пересадками в течение 90 минут) учитывалось как единая поездка (не требовавшая дополнительной оплаты).
Удобными для пересадки (в любом направлении) являлись следующие варианты:
- ВДНХ —  Выставочный центр;
- Фонвизинская —  Улица Милашенкова;
- Тимирязевская —  Тимирязевская.

Также на станции «Телецентр» объявлялся выход к железнодорожной платформе Останкино.

## Инфраструктура

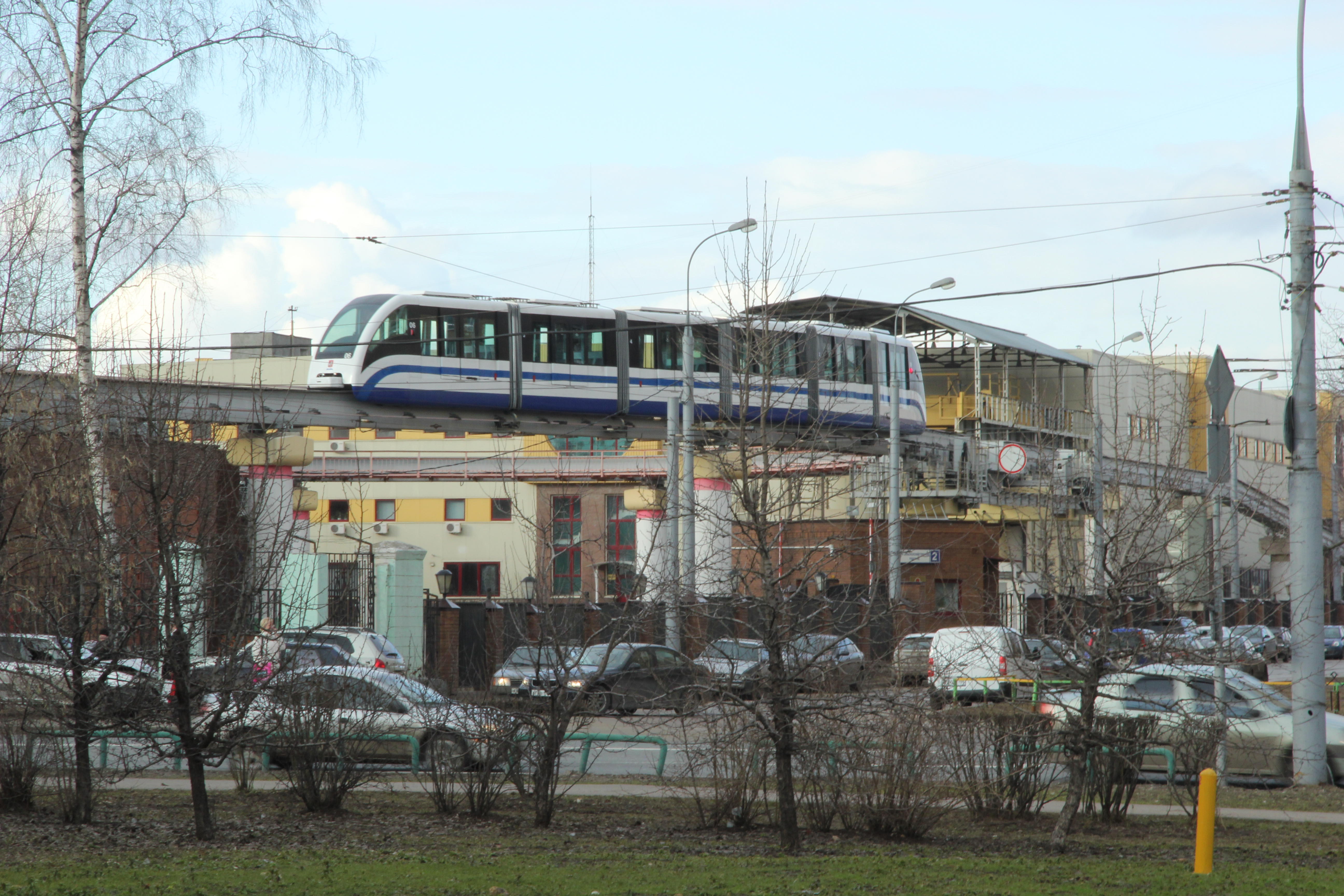
Депо монорельса Ростокино

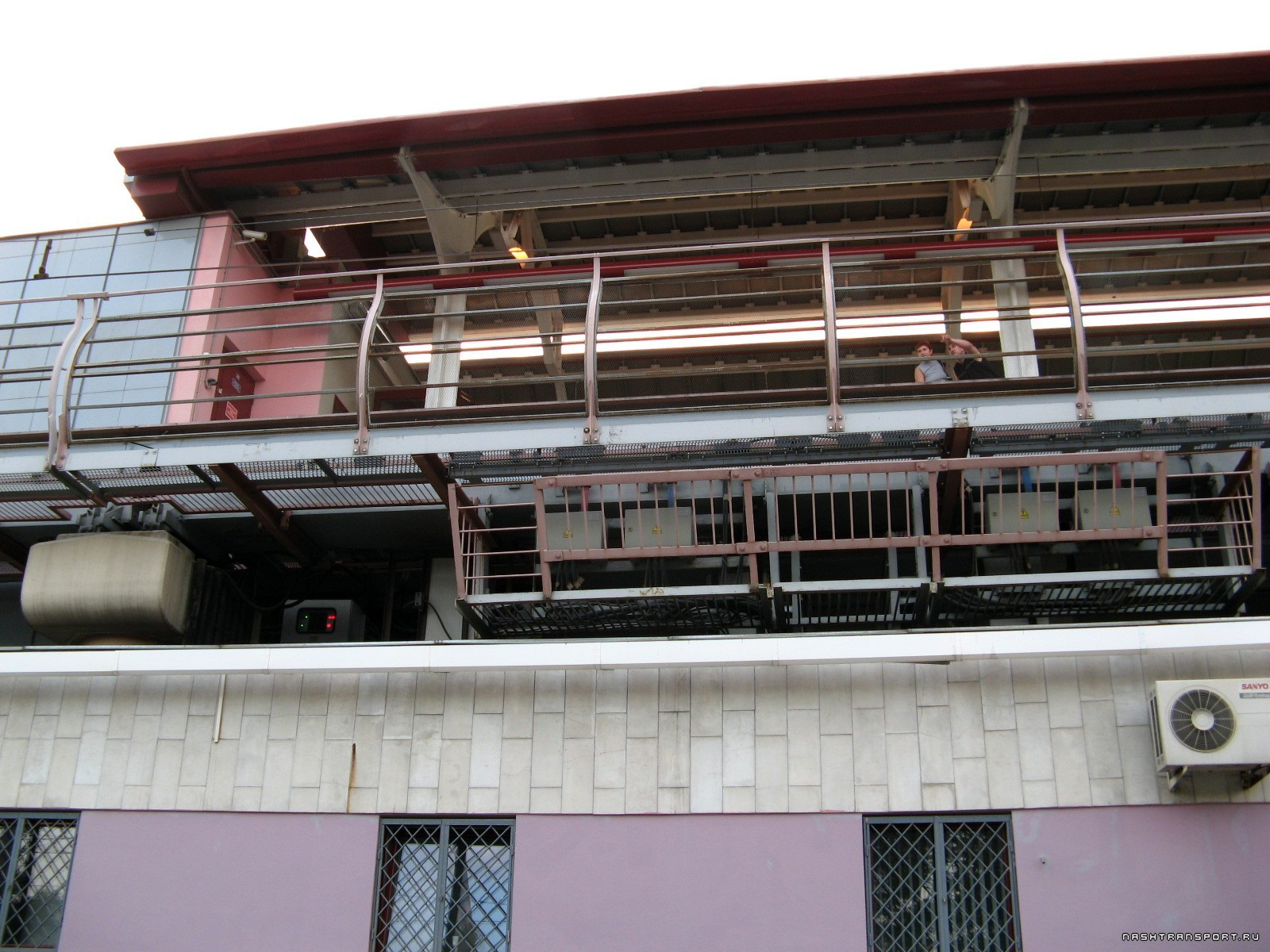
Тягово-понизительная подстанция на станции Выставочный центр

Станции построены по индивидуальным проектам, имеют двухуровневую объёмно-планировочную структуру, с платформами островного (5 станций) и берегового (1 станция, «Улица Академика Королёва») типов. Все станции оборудованы лестничными сходами, эскалаторами и лифтами для инвалидов.
Для отстоя и обслуживания подвижного состава было создано электродепо на территории трамвайного депо имени Н. Э. Баумана. Общая площадь электродепо — 2,05 га. Площадь застройки — 12 710 м². Строительный объём технологического корпуса — 74 290 м³. Протяжённость технологических путей на территории электродепо — 1184 м. Расчётное количество единиц обслуживаемых ЭПС — 10. Количество путей для обслуживания и сборки ЭПС — 2.
Управление всей линией может осуществляться в полностью автоматическом режиме компьютером из диспетчерской, располагающейся в депо. Также на каждой станции имеется станционная диспетчерская, откуда можно контролировать состав, пока он находится на станции. Однако, несмотря на долгое время доводки системы с момента пуска, этот режим работы так и не был в должной степени отработан. В настоящее время поезда монорельса работают в полуавтоматическом режиме, при котором система управляет движением состава под контролем машиниста. Имеется также ручной режим, при котором машинист самостоятельно управляет движением. Управление составами ведётся в одно лицо.
Энергоснабжение трассы монорельса обеспечивали 7 тягово-понизительных подстанций: 6 в составе станций и 1 — в депо.

## Конструкция путей

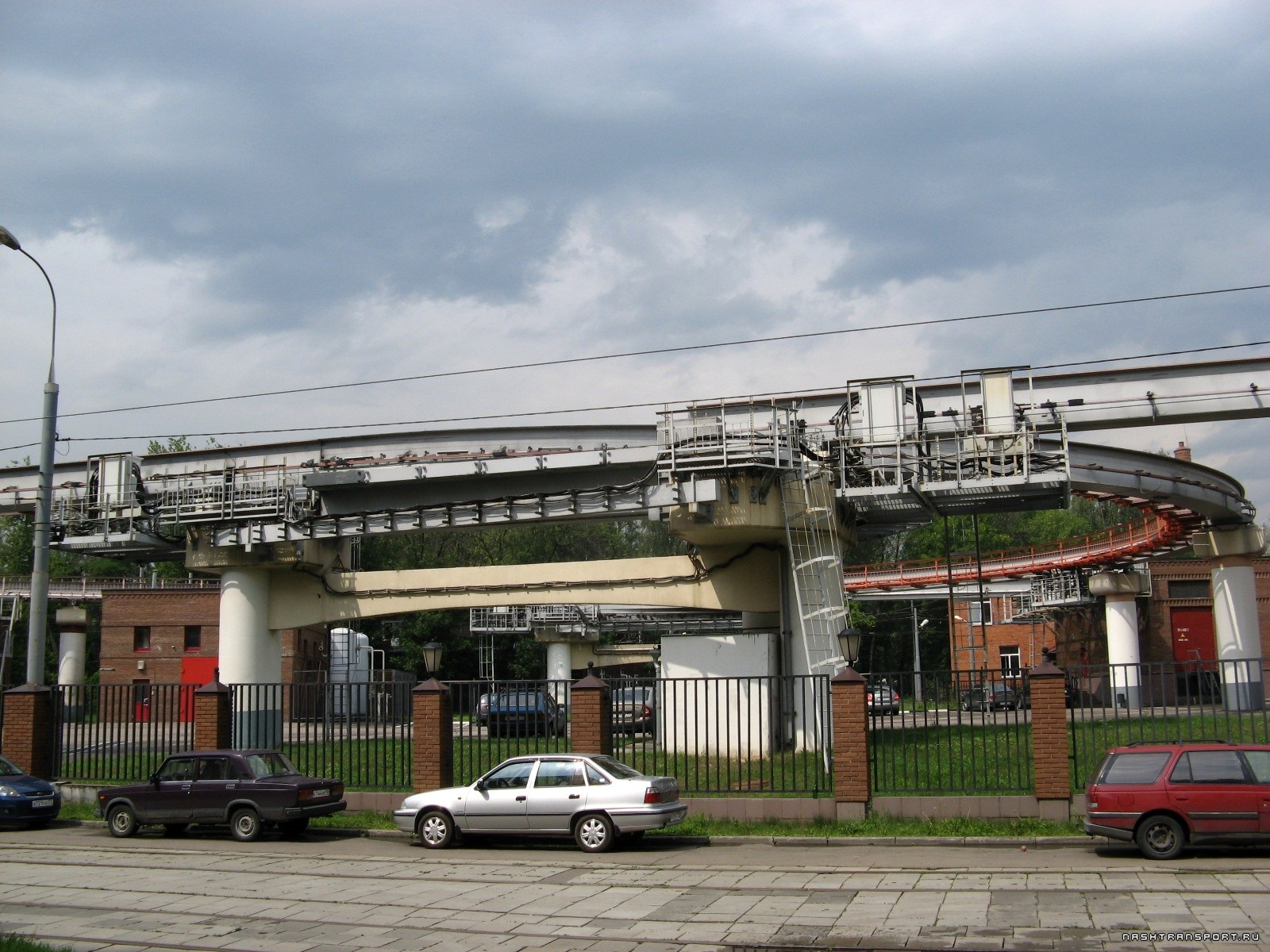
Стрелка и разворотное кольцо у депо Ростокино

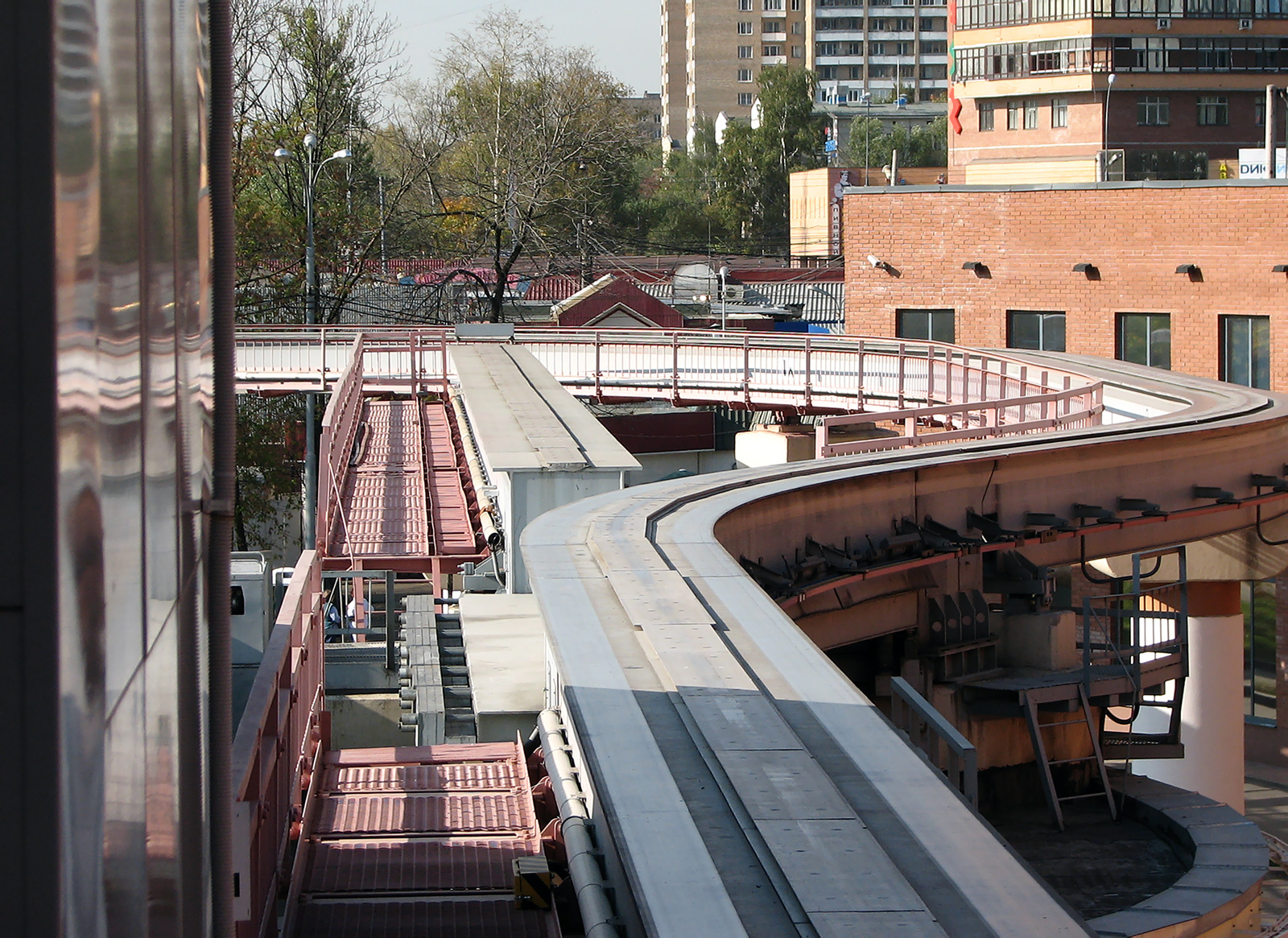
Стрелка, тупик и разворотное кольцо у станции «Тимирязевская»

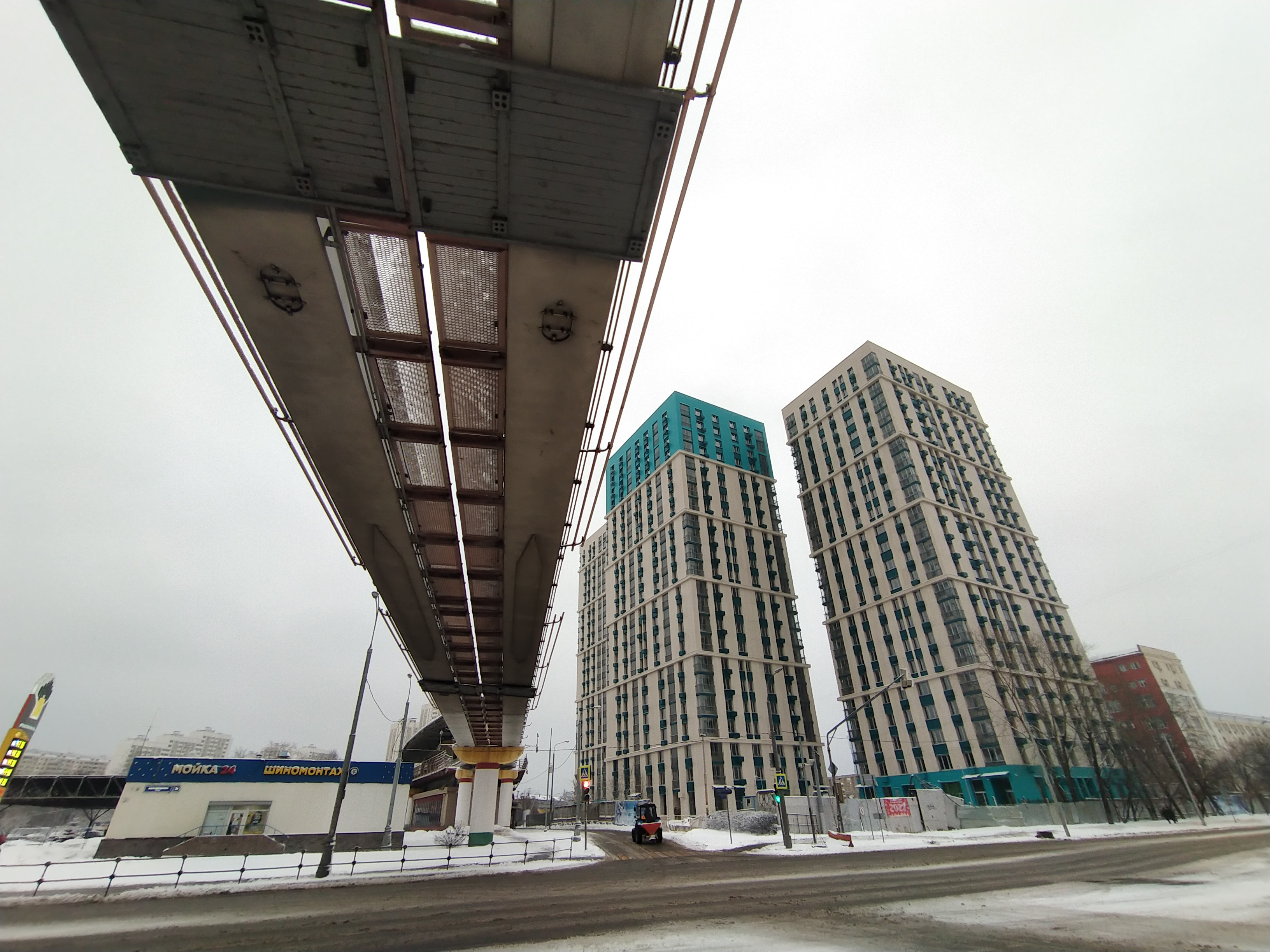
Эстакада около станции «Улица Милашенкова». Видны служебные пешеходные дорожки между путями. Серые деревянные конструкции внизу — места подвески ликвидированной троллейбусной линии по улицам Добролюбова и Милашенкова

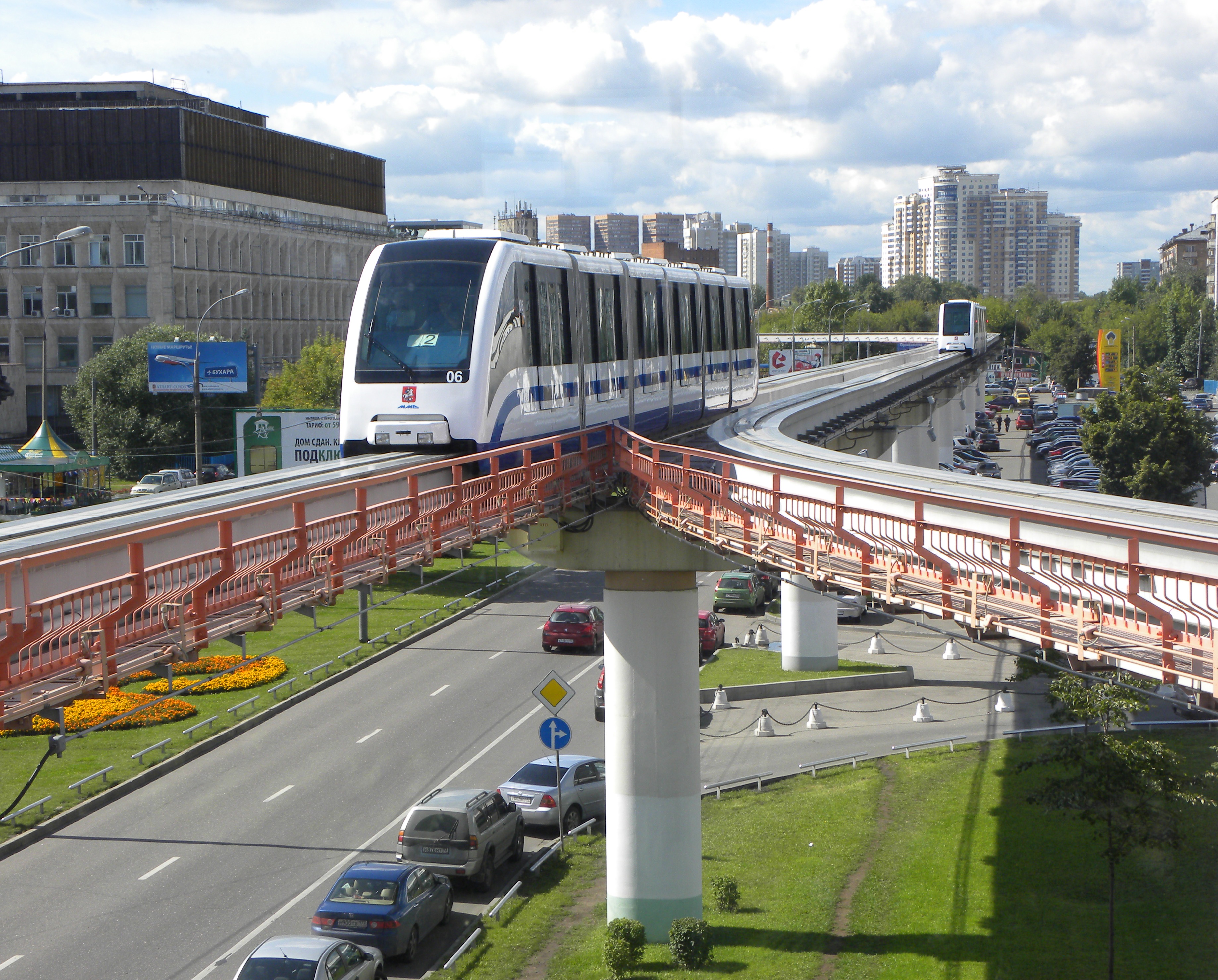
Поезда рядом со станцией «Телецентр».

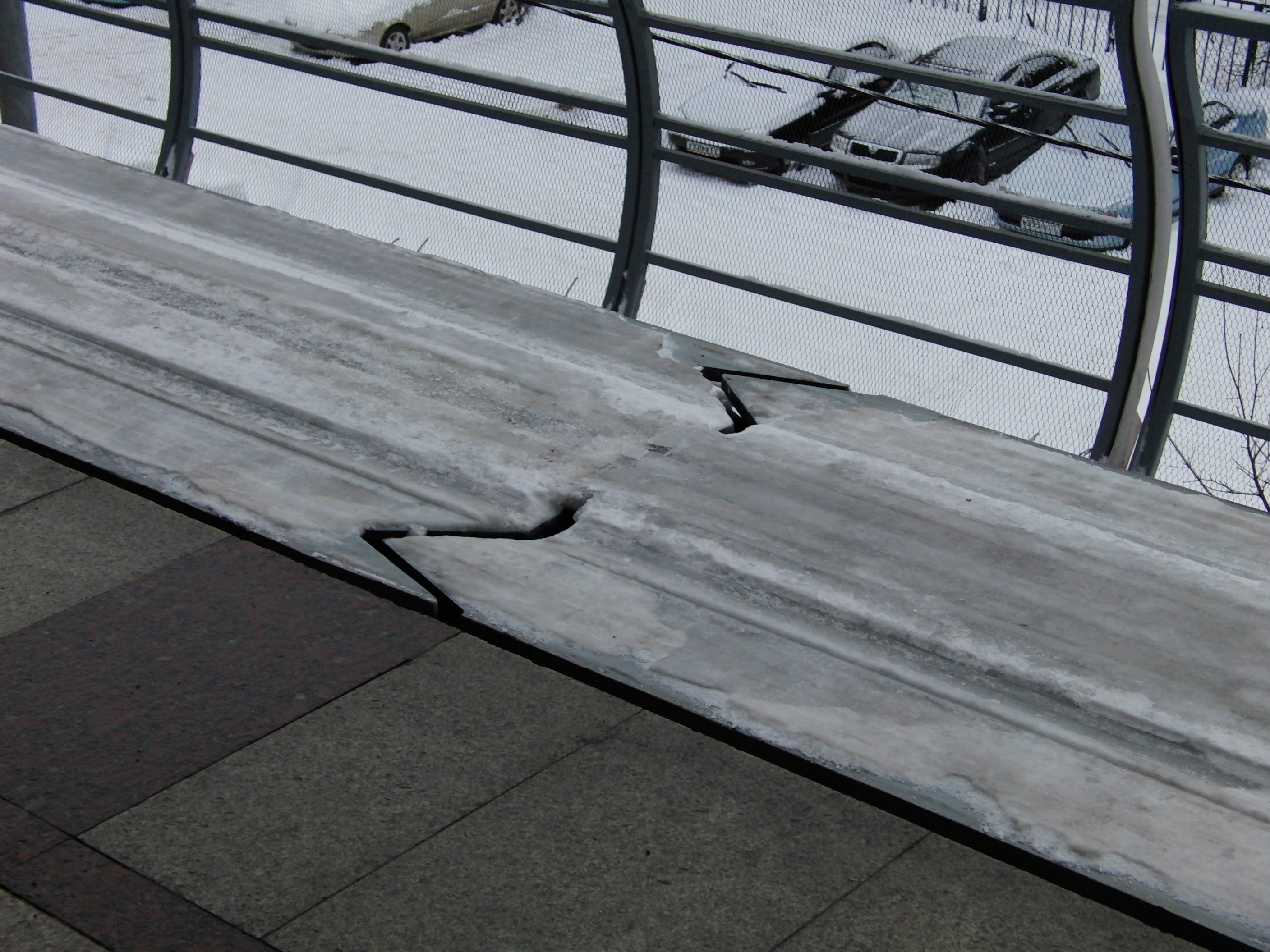
Температурный шов в путевой балке

Монорельсовые пути представляют собой две стальные балки коробчатого сечения, уложенные на железобетонные опоры на высоте 4-6 м. Между путевыми балками устроены служебно-эвакуационные пешеходные дорожки. Опоры имеют свайное основание из буронабивных свай диаметром 0,75 м и монолитное тело. По всей трассе установлено 167 опор. Заземление токопроводящих элементов монорельсовых путей обеспечивается устройством заземляющих отводов, проходящих преимущественно внутри монолитных элементов опор.
Пролёты имеют длину от 20 до 53 м. Минимальный радиус кривых на главных путях для проекта монорельса разработки АО «ММД» — 25 м. Минимальный радиус кривых для магистральной линии — 100 м, на подходах к станциям — 50 м. В кривых поперечный профиль балки остаётся горизонтальным, поэтому скорость в них ограничена из-за некомпенсированного поперечного ускорения. На конечных станциях имеются разворотные круги радиусом 20 м.
Наибольший уклон ходовой балки для проекта монорельса разработки АО «ММД» — 7 %. Наибольший продольный уклон ходовой балки для магистральной линии — 2,98 %, в пределах зон станций — 0,3 %, для технологических путей — 7,0 %.
Наименьшие радиусы вертикальных кривых ходовой балки: выпуклых — 1110 м, вогнутых — 2458 м.
Для компенсации температурных перемещений ходовой балки предусмотрены специально разработанные для монорельсовых путей деформационные швы.
На московском монорельсе используются стрелки оборотного типа: профили расхода на них жёстко закреплены; сверху — профиль проезда в одном направлении, снизу — в другом. Стрелка оборачивается вокруг продольной горизонтальной оси, «подставляя» поезду тот профиль, по которому он должен пройти. Перевод стрелки осуществляется не более чем за 20 с. На линии имеется 3 стрелочных перевода: 2 в районе депо и 1 в районе станции «Тимирязевская».
Расстояние между центрами платформ конечных станций — 4698 м в двухпутном исчислении, разворот в районе станции «Тимирязевская» (от центра до центра платформы) — 240 м в однопутном исчислении, на станции «Улица Сергея Эйзенштейна» (от центра до центра платформы) — 609 м в однопутном исчислении. Протяжение по оси ходовой балки (в однопутном исчислении по кольцу, включая тупики) — 10 317 м.
Пути оборудованы импульсной системой «Снегосброс».

## Подвижной состав
В качестве макетного образца подвижного состава из двух головных вагонов в 2000 году был приобретён поезд серии P30 швейцарской фирмы Intamin Transportation Ltd. Инженерным центром ТЭМП был разработан асинхронный линейный двигатель, позволяющий увеличить КПД и решить проблемы пробуксовки состава при обледенении ходовой балки. На основе этого поезда были созданы модифицированные серийные составы, получившие обозначение ЭПС и начавшие производиться в 2003 году.

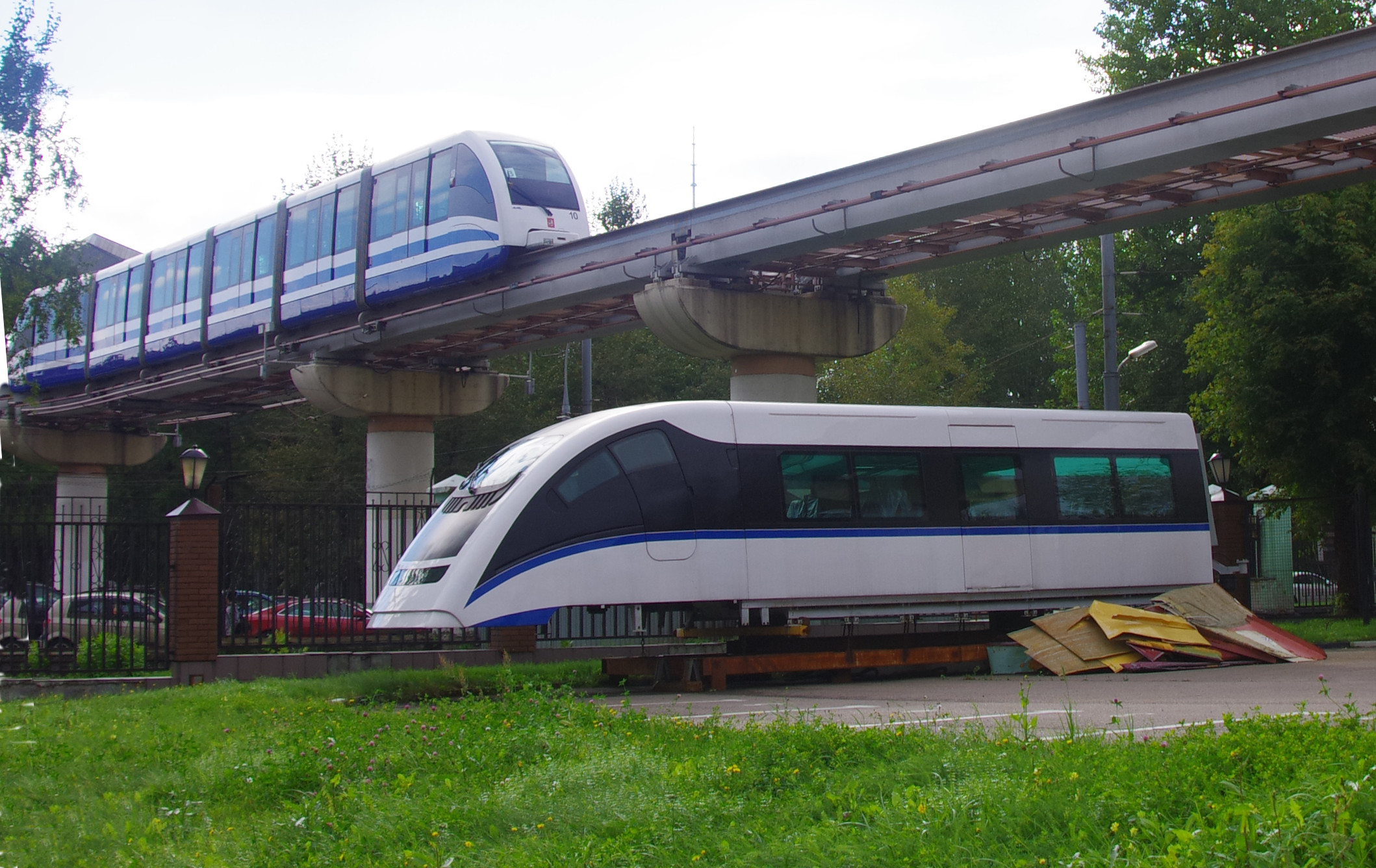
Макет головного вагона версии МИТ (на поверхности земли) и серийный поезд ЭПС (на эстакадном пути)

В период 2002—2003 годов в Московском институте теплотехники (МИТ) в рамках работы по созданию нового типа монорельсовой системы с другими ходовой балкой и габаритными размерами был построен макет нового головного вагона. К макету прилагались фрагмент ходовой балки и ходовая часть вагона. Вагон не эксплуатировался в связи с отсутствием электрооборудования и трассы. Весной 2012 года он был перевезён с территории МИТ на территорию электродепо монорельса «Ростокино» на хранение.
Московский монорельс являлся единственным в мире монорельсом с линейным двигателем (кроме систем на магнитной подвеске — маглевов).
он ходит по одному рельсу, называемому ходовой балкой. Балка имеет специальный профиль, такой, что поезд не просто стоит на ней сверху, а плотно «сидит», обхватывая её своей конструкцией со всех сторон. В этом заключается одно из бесспорных достоинств монорельса — он не может сойти с рельсов ни при какой аварии (исключая, естественно, физическое разрушение самого рельса). Для такого пути не нужны эстакады сложной конструкции, путь представляет собой ходовую балку, поднятую на опоры. Такая широкая площадь рельса позволяет использовать в качестве движителя не металлические колёса, а прорезиненные катки. В этом монорельс похож на автомобильный транспорт. Таким образом шум, издаваемый поездом при движении, сводится практически к нулю.

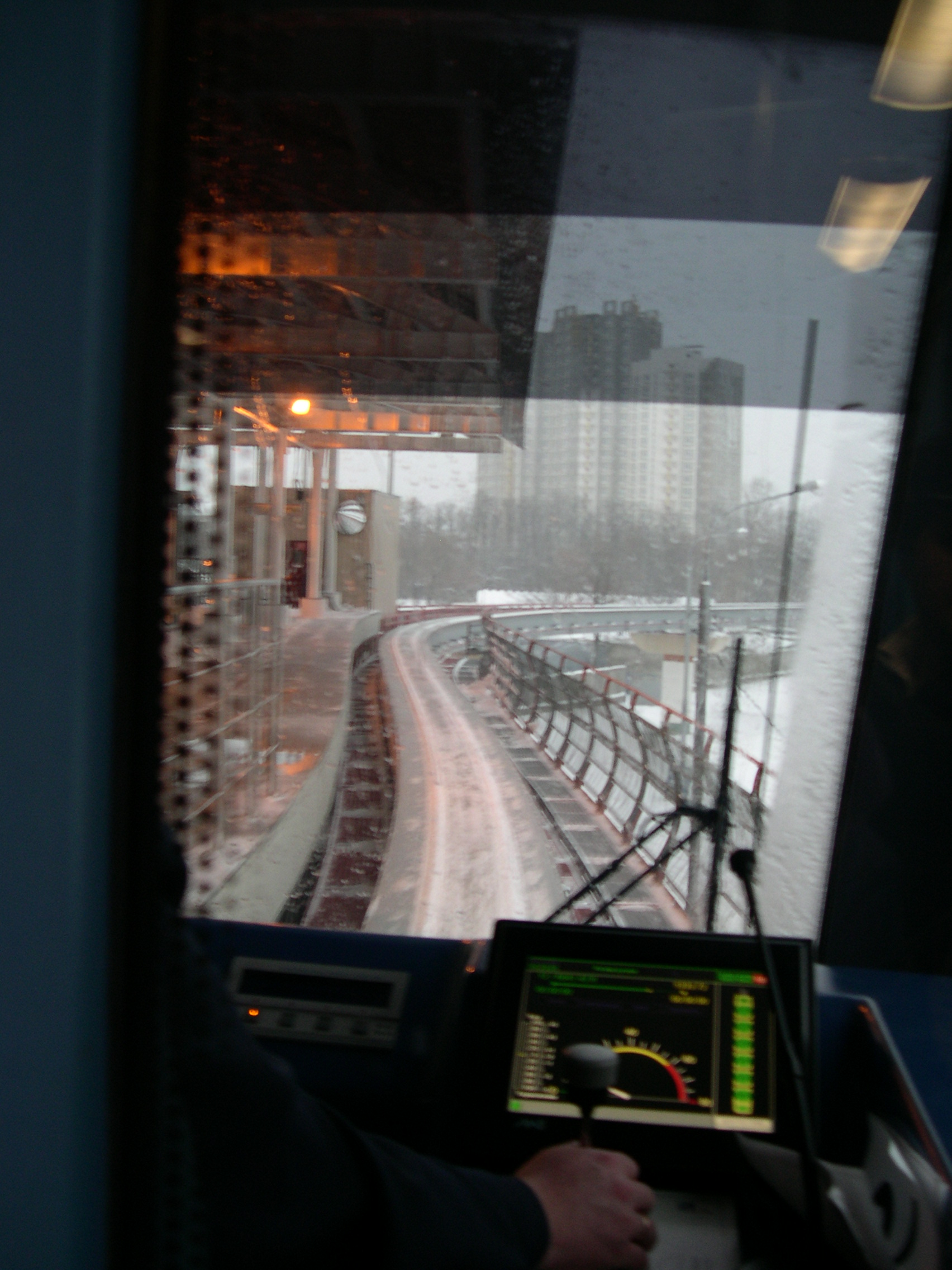
Пульт в кабине машиниста. Вид из салона первого вагона

Всего в составе курсировало 6 вагонов, количество мест для сидящих: 44 (по 6 в головных и 8 в промежуточных вагонах). Вместимость состава — 200 человек при норме 5 чел./м² или 290 человек при норме 8 чел./м².
Длина, ширина и высота состава — 34,5, 2,3 и 3,3 м соответственно. Ширина дверного проёма — 1,2 м.
Имелась система кондиционирования и обогрева воздуха в кабине машиниста и салонах поезда.
Максимальная скорость состава — 60 км/ч (16,7 м/с), однако она должна была снижаться до 28 км/ч на кривой радиусом 100 м и до 20 км/ч на кривой радиусом 50 м. Номинальное ускорение при разгоне и торможении — 0,8—1 м/с² в зависимости от загрузки состава. Ускорение при экстренном торможении — не более 3 м/с².
Длина тормозного пути при скорости движения 43,2 км/ч (12 м/с) на прямом сухом участке пути при служебном торможении — не более 80 м, при экстренном торможении — не более 36 м.
Максимальный уровень шумов в салоне вагона при скорости 40 км/час (без учёта систем кондиционирования и обогрева) — 65 дБ. Уровень шума на расстоянии 25 м при движении поезда со скоростью 40 км/ч — 65 дБА. Радио-, телепомехи и электромагнитное излучение на расстоянии 25 м отсутствуют.
Тяговый привод: на базе асинхронных линейных двигателей с индукторами на ходовых тележках и вторичным элементом на ходовой балке. Тяга одного двигателя — 750 кгс.
Напряжение, подаваемое на состав — постоянное, 600 В ± 10 %. Тип токосъёма — нижний, две троллеи и шина заземления.
Противопожарное обеспечение — система контроля пожарного состояния, устройства автоматического пожаротушения, огнетушители в вагонах.
Диапазон температур окружающей среды при эксплуатации — от −40 до +40 °C.
В настоящий момент[когда?] в депо находится 10 пассажирских шестивагонных составов и одно многофункциональное транспортное средство (специальный состав, состоящий из двух головных вагонов). С 2017 года вплоть до закрытия эксплуатировалось 2 из 10 пассажирских составов. Одновременно на линии работало 2 состава, и один — в резерве. Ещё один не работает после аварии. При необходимости (например, при резком увеличении пассажиропотока) резервный состав также может быть выведен на линию, и общее число одновременно работающих составов на данный момент достигает 3.
Максимальный пассажиропоток в таком режиме работы (7 составов) составлял до 2024 пасс./ч в каждом направлении при норме 5 чел./м² или 2935 пасс./ч при норме 8 чел./м².

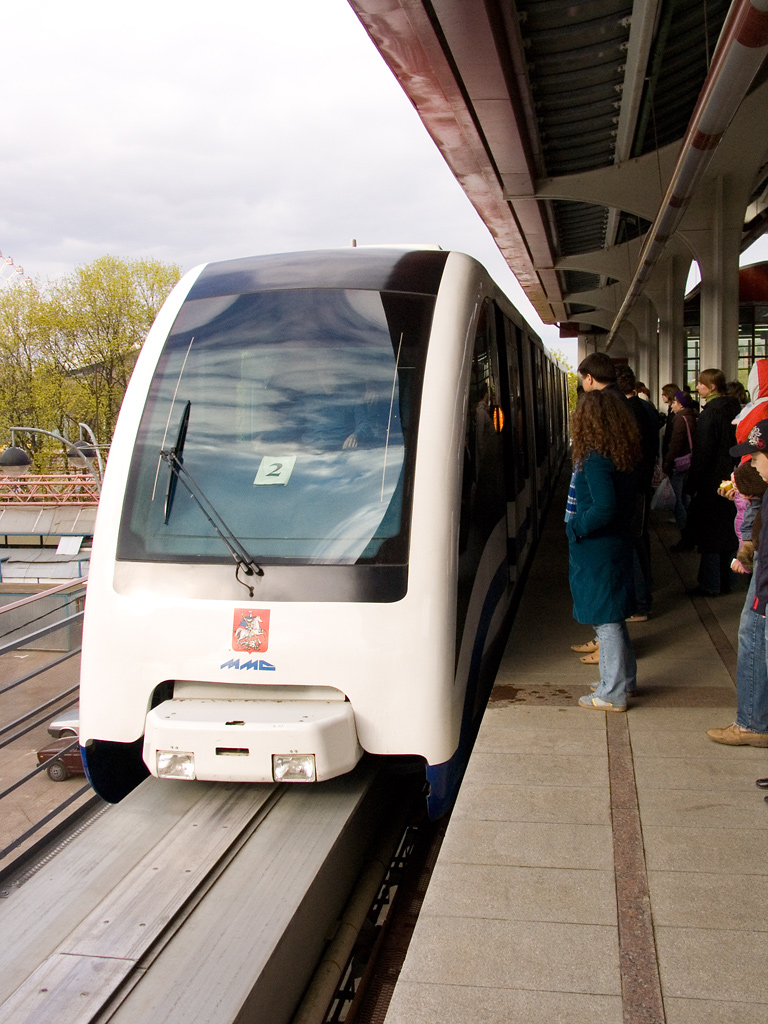
Поезд спереди
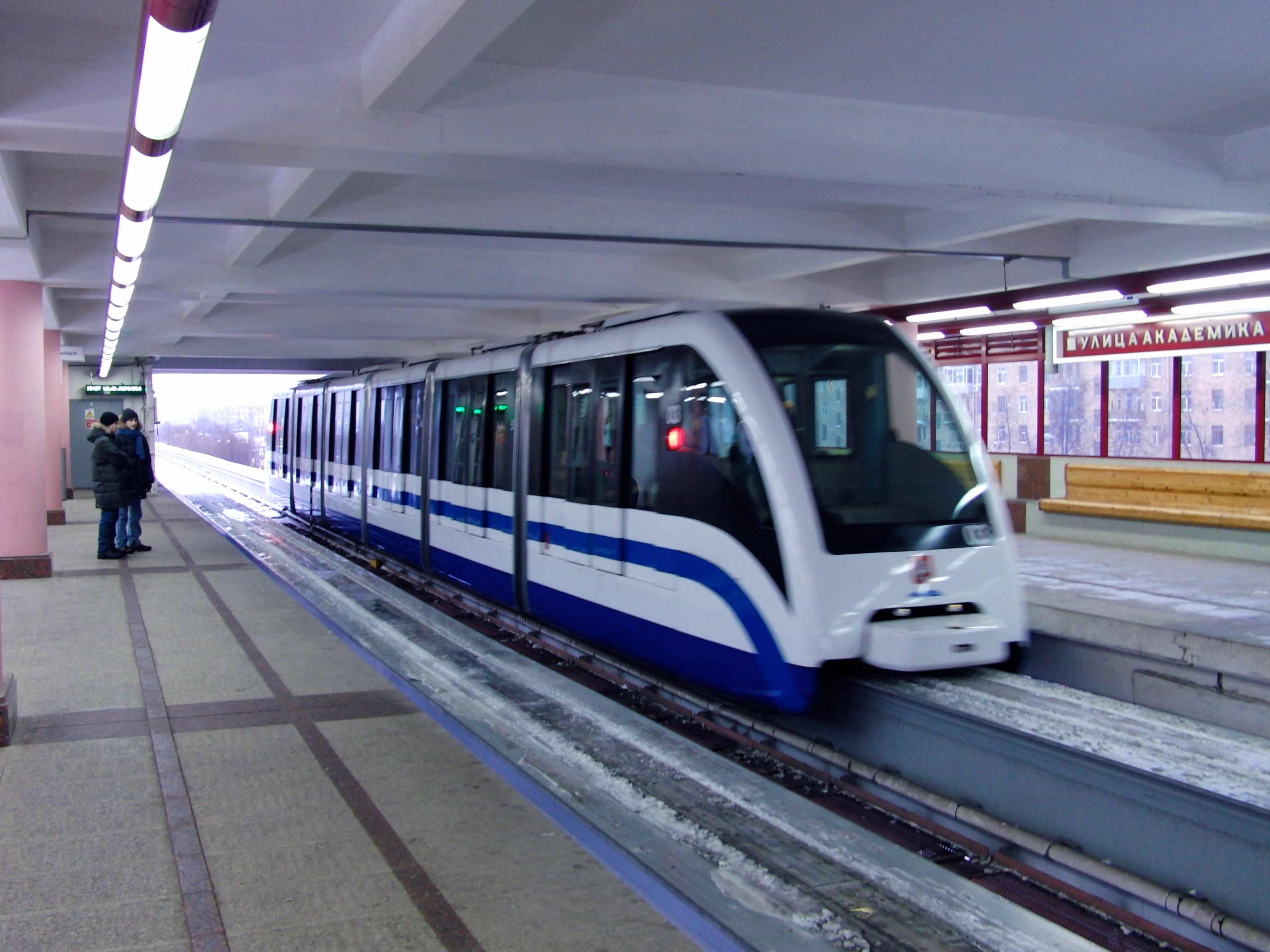
Поезд отправляется от станции Улица Академика Королёва
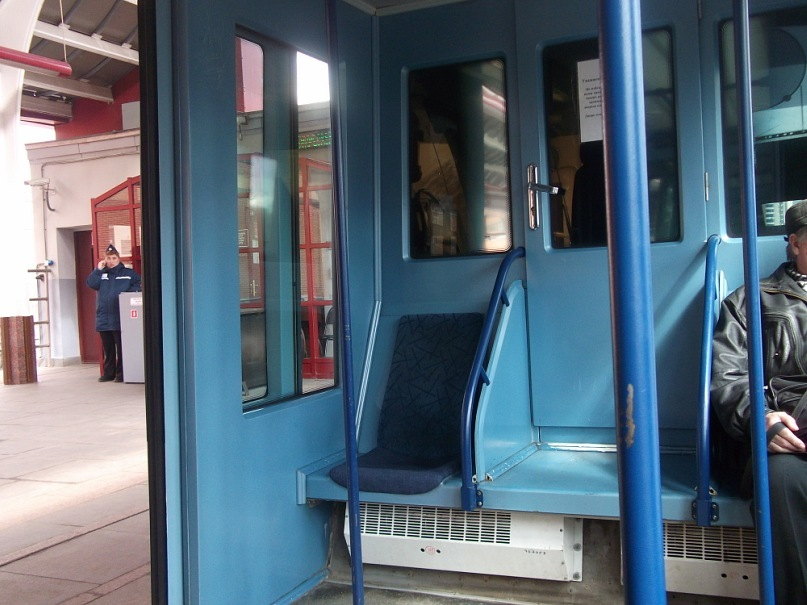
Салон головного вагона. Вход в кабину машиниста
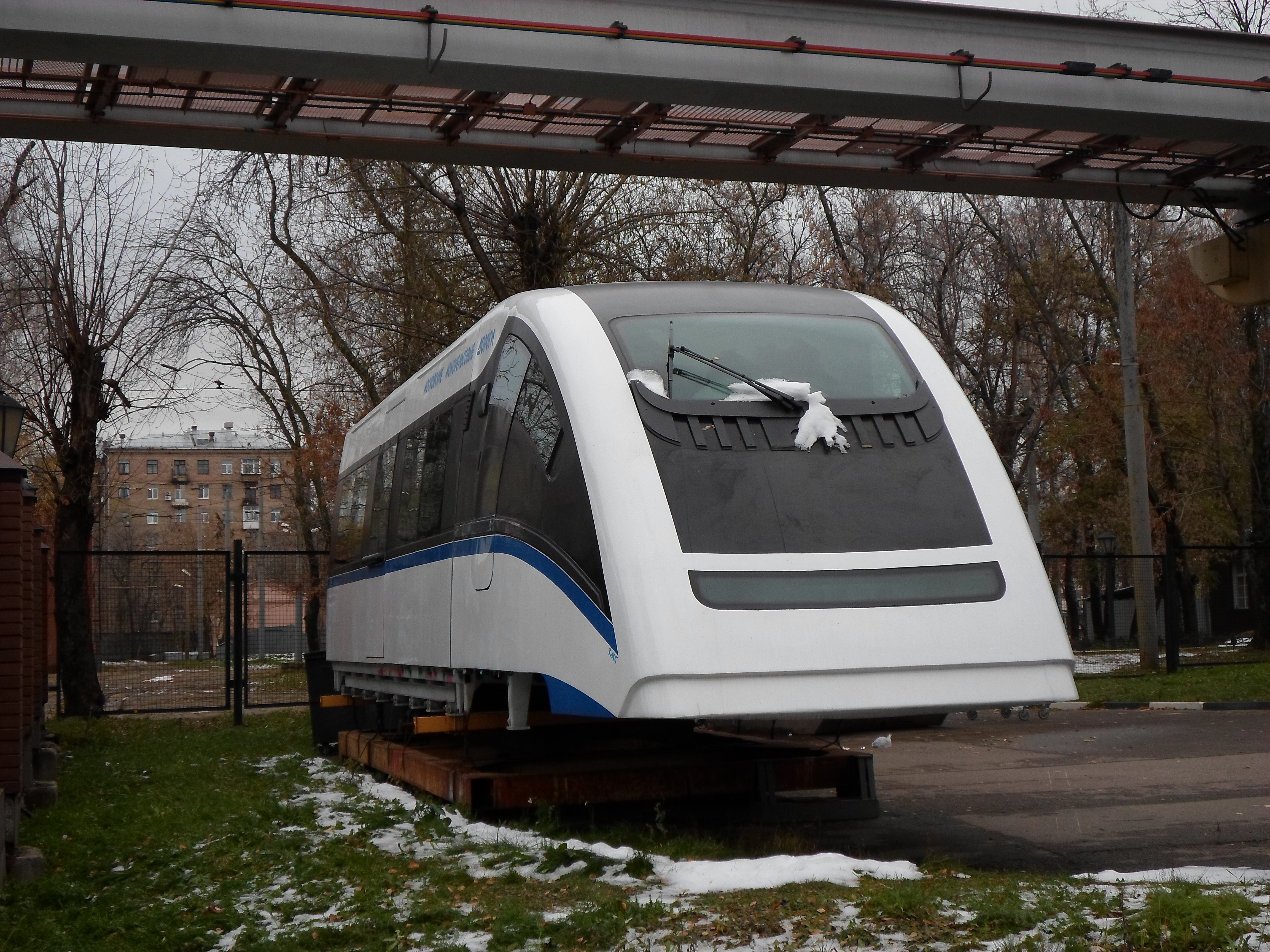
Макетный опытный головной вагон

## Безопасность

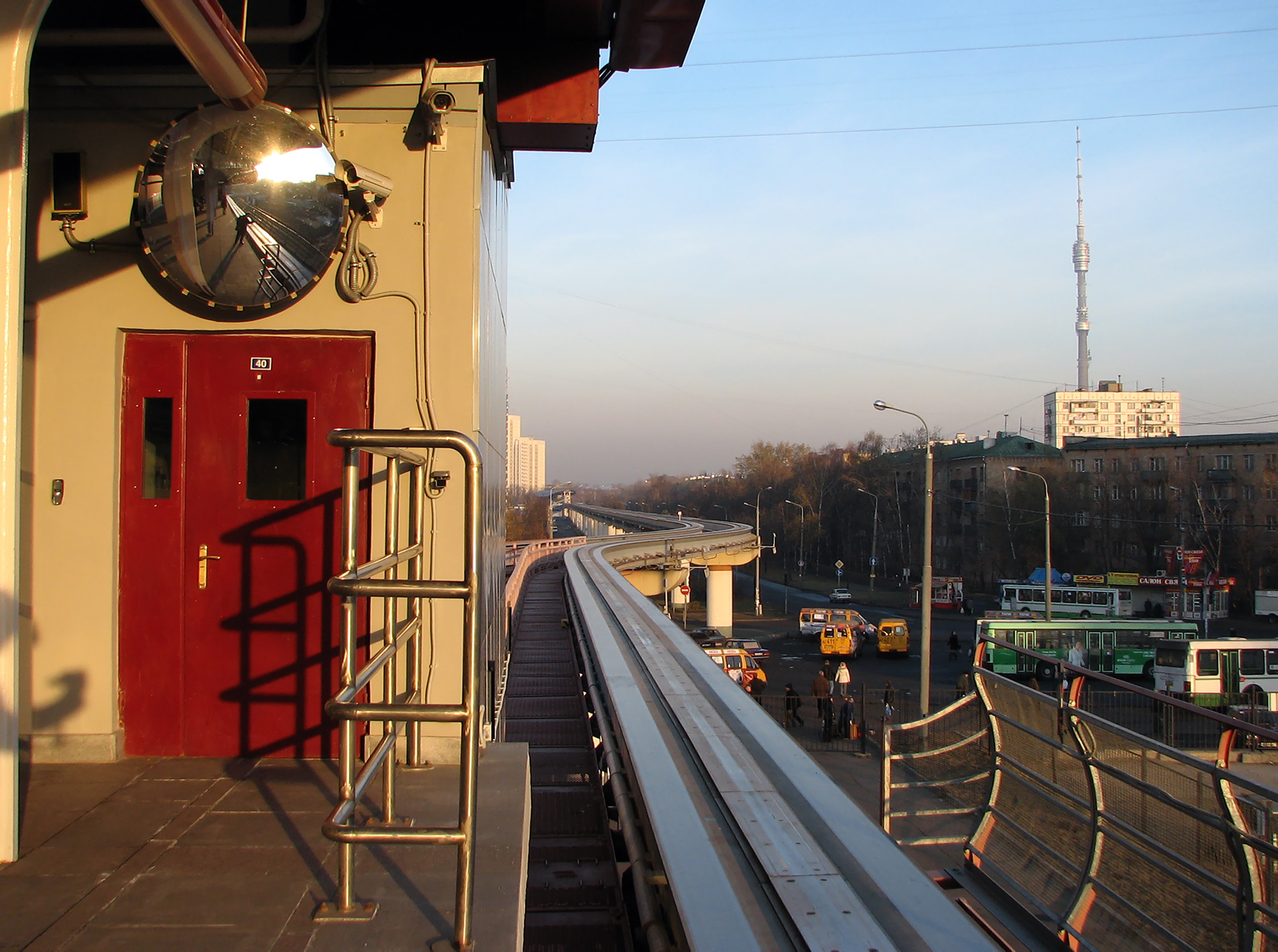
Запасной выход, зеркало контроля закрытия дверей и камеры видеонаблюдения в конце платформы. Слева от пути идёт пешеходный мостик

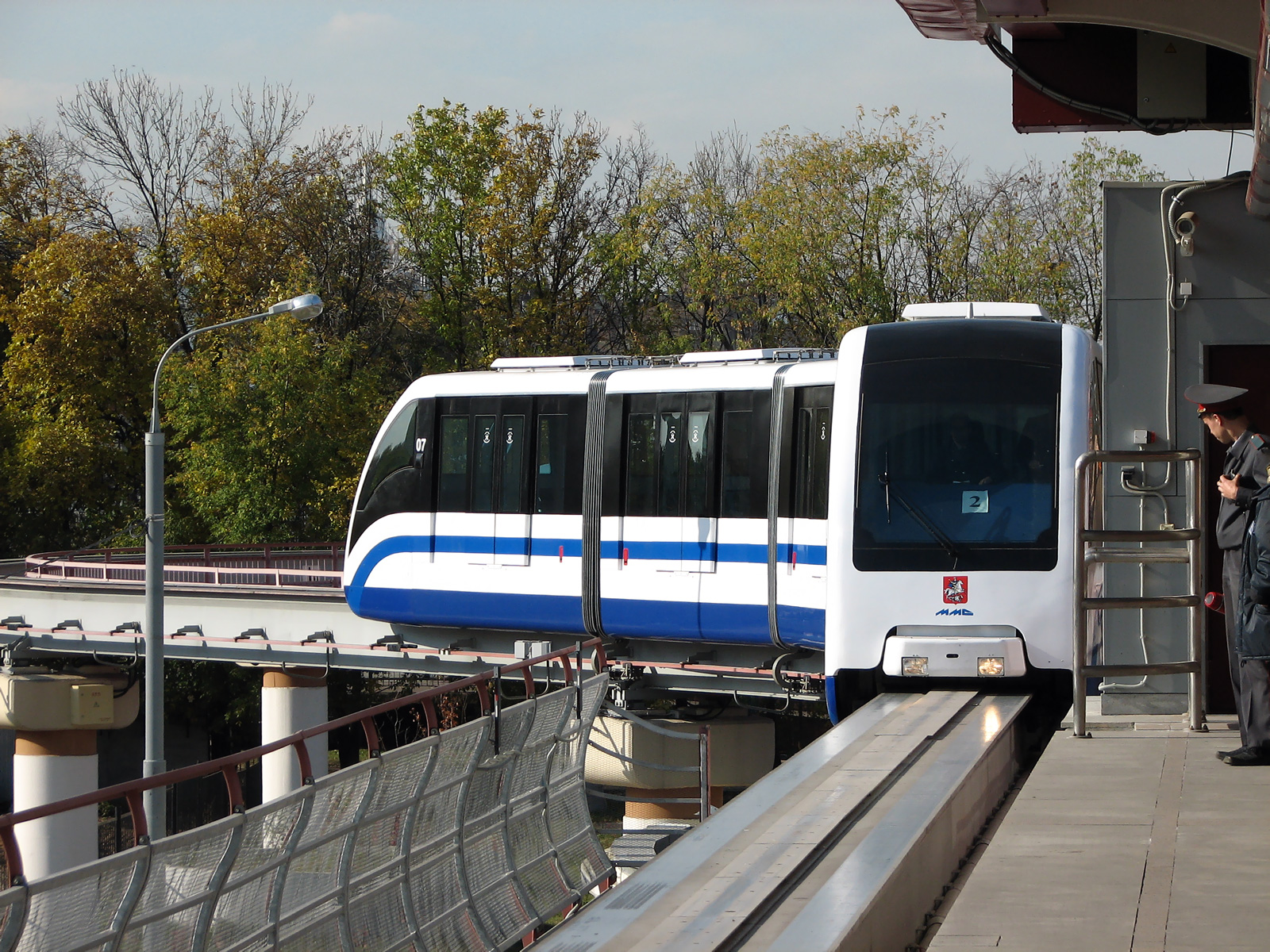
Милиционер наблюдает за оборотом поезда (2005 год)

Безопасность находящихся в составах пассажиров обеспечивалась системой контроля пожарного состояния, устройствами автоматического пожаротушения, огнетушителями в вагонах. Все составы были оборудованы кнопками безопасности.
Разработано три способа эвакуации пассажиров из неисправного состава в зависимости от ситуации:
- если состав был неисправен, но мог продолжать движение, то с соседней станции по тому же пути отправлялся второй состав, который брал аварийный на буксир и доставлял до ближайшей станции, где пассажиры выходят;
- если состав был неисправен и не мог продолжать движение, то по встречному пути отправлялся состав с загруженными в него на станции переходными мостками (трапами), подгоняясь точно напротив аварийного, по этим трапам пассажиры переходили бы в исправный состав и ехали бы до ближайшей станции;
- если линия полностью неработоспособна (например, при отключении электроэнергии), то двери состава могли быть открыты вручную, и пассажиры по специальным лестницам, имеющимся в каждом вагоне, спускались бы на смотровые дорожки между путями и пешком доходили бы до ближайшей станции.

Безопасность пассажиров на станциях обеспечивалась наличием двух выходов: основного (с эскалаторами) и запасного (с пожарными лестницами) — с противоположного торца платформы. Станция «Улица Академика Королёва», которая имеет боковые платформы, дополнительно оснащена специальным аварийным трапом для перехода с одной платформы на другую. Помимо этого, на станциях работали сотрудники 4 отдела полиции УВД на Московском метрополитене.

## Критика

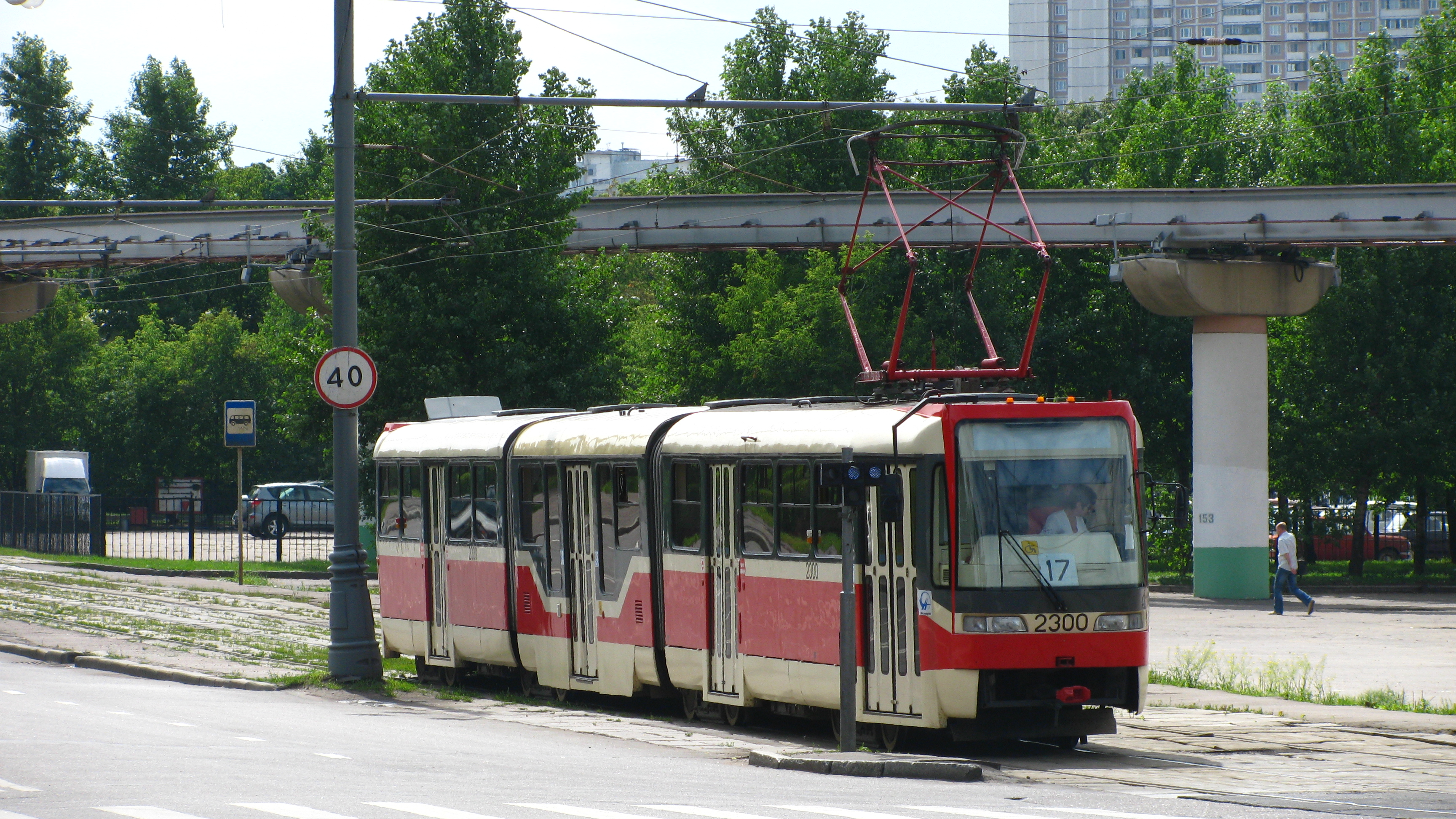
Конкуренция монорельса с трамвайным 17-м маршрутом около станции метро «ВДНХ»

Критика проекта в СМИ сводилась к критике выбранного дизайна конструкции (критиковалась малая скорость и сравнительно невысокая вместимость поездов), критике выбранной трассы и критике самой идеи использования эстакадного транспорта — утверждалось, что трамвай имеет те же характеристики по вместимости и скорости, и также высокой стоимости проекта. Например, политик и предприниматель Александр Лебедев пишет, что:
Итоги создания и начала эксплуатации первой линии ММТС повлекли за собой компрометацию идей городского монорельса как такового. Результат внедрения системы Intamin Transportation Ltd. даёт основание предположить, что выбор системы производился по двум критериям: минимальная декларированная фирмой-разработчиком стоимость сооружения и эффектный внешний вид. Была проигнорирована рекомендация Академии коммунального хозяйства, выработанная ещё в 60-е годы XX века: навесные монорельсы с тягой за счёт пневмоколёс рекомендованы только для южных районов СССР. В качестве транспортной системы Intamin Transportation Ltd. не является оптимальным решением: ширина салона вагона заужена до 2,3 метра, что оправдано лишь при прокладке линии в условиях узких улиц.
В 2007 году Лебедев направил запрос прокурору Москвы о предъявлении исковых требований к должностным лицам правительства Москвы, ответственным за принятие решения по неэффективному расходованию бюджетных средств города, связанному с учреждением и последующей деятельностью ОАО «Московские монорельсовые дороги». В своём запросе депутат использовал текст значительной части данной статьи.
Вместимость состава монорельса критиковалась как несерьёзно малая для транспортной системы, которая предлагалась как альтернатива «лёгкому метро». Например, журналист Елена Комарова в 2006 году писала, что:
После перехода с «экскурсионного» режима на рабочий поездов на трассе должно стать в четыре раза больше, ходить они будут с шести утра до часу ночи с интервалом в пять минут и обслуживать до 3,5 тысячи пассажиров в час… — (Для сравнения: трамвайная линия рассчитана на поток в 15-20 тысяч человек в час, лёгкое метро может перевозить до 22 тысяч, обычное подземное — до 80 тысяч.)… Пока же наличие этого вида транспорта не повышает ни стоимости жилья в районе, ни капитализации самого города. Пока он только отъедает бюджетные деньги. Надоевшая игрушка.
Затянувшийся период работы ММТС в экскурсионном режиме породил множество публикаций, споров и неприятных высказываний в адрес московского правительства. Высшей точкой стало 20 августа, когда, отвечая на вопрос журналистов, начальник метроплитена Дмитрий Гаев заявил: «Эта линия пока не будет иметь продолжения. Она экспериментальная, эксплуатируется в опытном, экскурсионном экспериментальном режиме. А монорельс имеет право на жизнь и на территории города Москвы имеет право на жизнь, но вот данное конкретное направление пока к развитию не планируется». Средства массовой информации расценили это как завершение эксперимента по созданию монорельсовой дороги в Москве и прекращение развития скоростной монорельсовой системы в столице.

### Выбор трассы
До сооружения монорельса прямой связи метро «Тимирязевская» с телецентром и ВДНХ не было, однако вместо строительства новой монорельсовой линии такую связь можно было бы обеспечить, продлив линию трамвая от улицы Академика Королёва (соответственно со строительством эстакады или тоннеля через Октябрьскую железную дорогу).

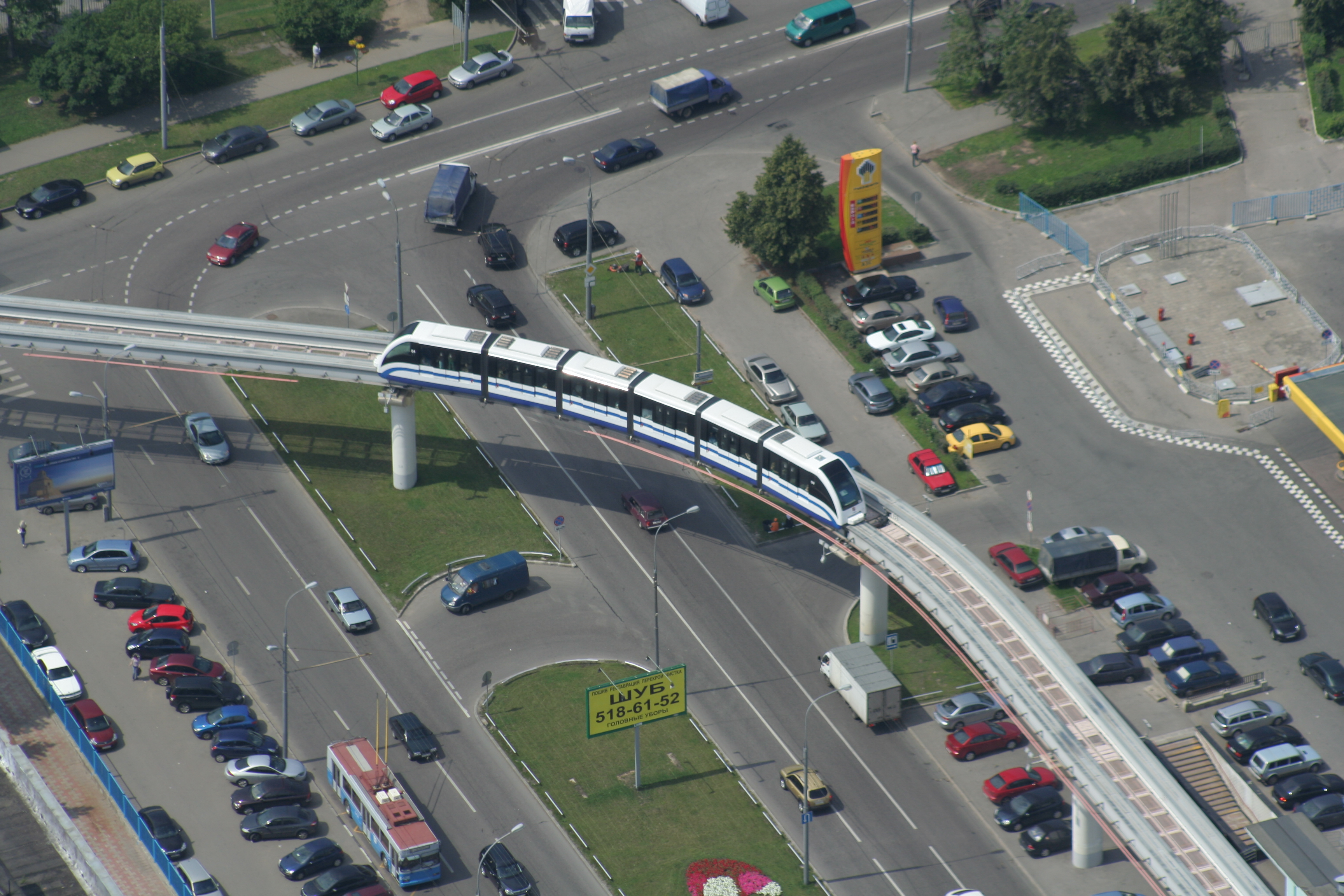
Вид на московский монорельс с Останкинской телебашни

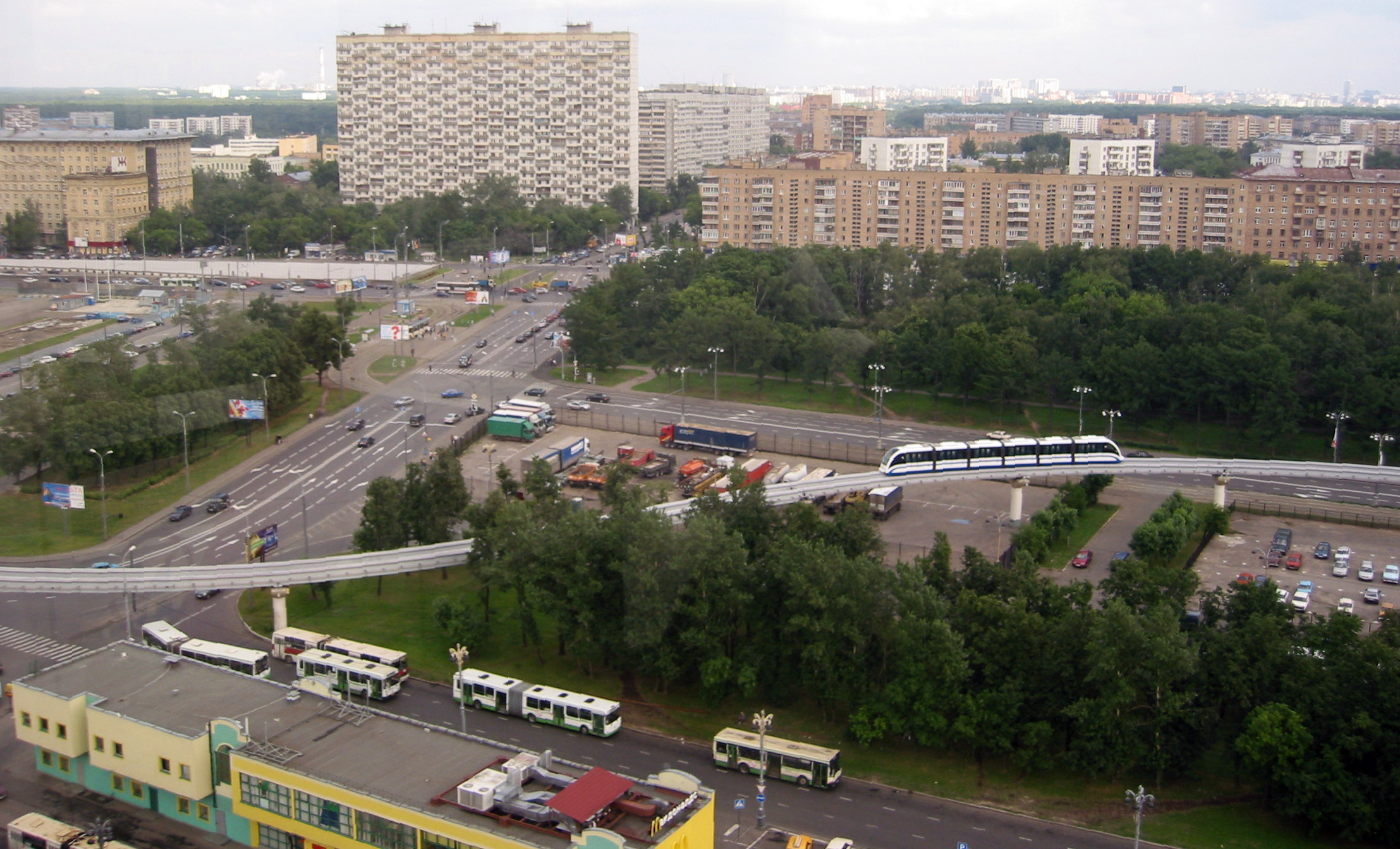
Вид с колеса обозрения парка аттракционов ВДНХ

Помимо организации прямой связи, одним из поводов для строительства линии стала подготовка к Всемирной универсальной выставке «Экспо-2010». В планах проведения выставки отмечалась необходимость задействования монорельсового транспорта для организации подъезда к ВДНХ от станций «Тимирязевская» и «Ботанический сад», так как во время проведения выставки мощности станции «ВДНХ» в утренние и вечерние часы хватало бы только в режиме работы на выход или вход. Однако когда монорельсовая дорога уже строилась, право на проведение выставки досталось Шанхаю, и строительство линии разделили на два пусковых комплекса, первый из которых включает построенный и открытый участок от станции метро «Тимирязевская» до электродепо на улице Сергея Эйзенштейна.

### Расходы на создание системы
Согласно официальным данным, строительство монорельсовой дороги обошлось городу в 6 335 510 000 руб. (в ценах 2005 года), то есть 221,3 млн долларов (по курсу ЦБ РФ на 1 июля 2005 года), что примерно равно стоимости строительства одной станции метро глубокого заложения. Поделив указанную сумму на длину трассы (5158,5 м в двухпутном исчислении с учётом служебных путей), можно сделать вывод, что километр московской монорельсовой дороги стоил 42,9 млн долларов, что даже больше стоимости строительства Бутовской линии. Однако в общую стоимость проекта московского монорельса вошла не только стоимость проектирования и строительства самой линии, но и расходы на:
- покупку пробного состава из двух вагонов фирмы Intamin;
- строительство тестового полигона в Московском институте теплотехники;
- приобретение лицензии на технологии и дизайн подвижного состава и строения пути фирмы Intamin;
- разработку и изготовление подвижного состава (включая разработку и внедрение ЛАД и информационной системы управления подвижным составом);
- разработку информационной системы автоматического управления линией;
- строительство депо.

Я этих обвинений не принимаю, — заявил гендиректор ОАО «Московская монорельсовая дорога» Игорь Краснов. — Километр линии метрополитена стоит 190 миллионов евро, а монорельсовой трассы — от 17 до 35 миллионов евро. Скоростной трамвай, строительство которого стоит в планах столичного правительства на 2011 год, и тот обойдётся на 20 процентов дороже.

### Убыточность
По данным на 2009 год, линия являлась убыточной: субсидии бюджета города на эксплуатацию монорельса на 2009 год составляли 908 849,4 тыс. рублей. В то же время субсидии ГУП «Московский метрополитен» на 2009 год составляли 15 293 142,4 тыс. рублей, а ГУП «Мосгортранс» — 18 369 461,5 тыс. рублей.
27 июля 2015 года Андрей Бочкарёв, руководитель Департамента строительства Москвы, заявил в интервью «Интерфаксу» об отсутствии перспектив у монорельса в Москве. Впрочем, их нет, по его словам, «нигде в мире», поскольку это дорогой и неэффективный вид транспорта, который «может выполнять только локальные задачи, и то — развлекательно-туристического характера». В мировой практике монорельс позволяет соединить между собой «крупные развлекательные или торговые комплексы», но серьёзных задач не решает.

### Сопутствующие проблемы
Помимо финансовых претензий, недовольство вызвало закрытие Музея пассажирского транспорта Москвы на территории трамвайного депо имени Баумана, где сейчас располагается монорельсовое депо. Экспонаты были перемещены на территорию Трамвайно-ремонтного завода и недоступны для публики. Отдельные граждане критикуют московский монорельс и за изменение облика улицы Академика Королёва — по их мнению, трасса монорельса не вписывается в её архитектурный облик и служит зрительным барьером между двумя сторонами улицы.

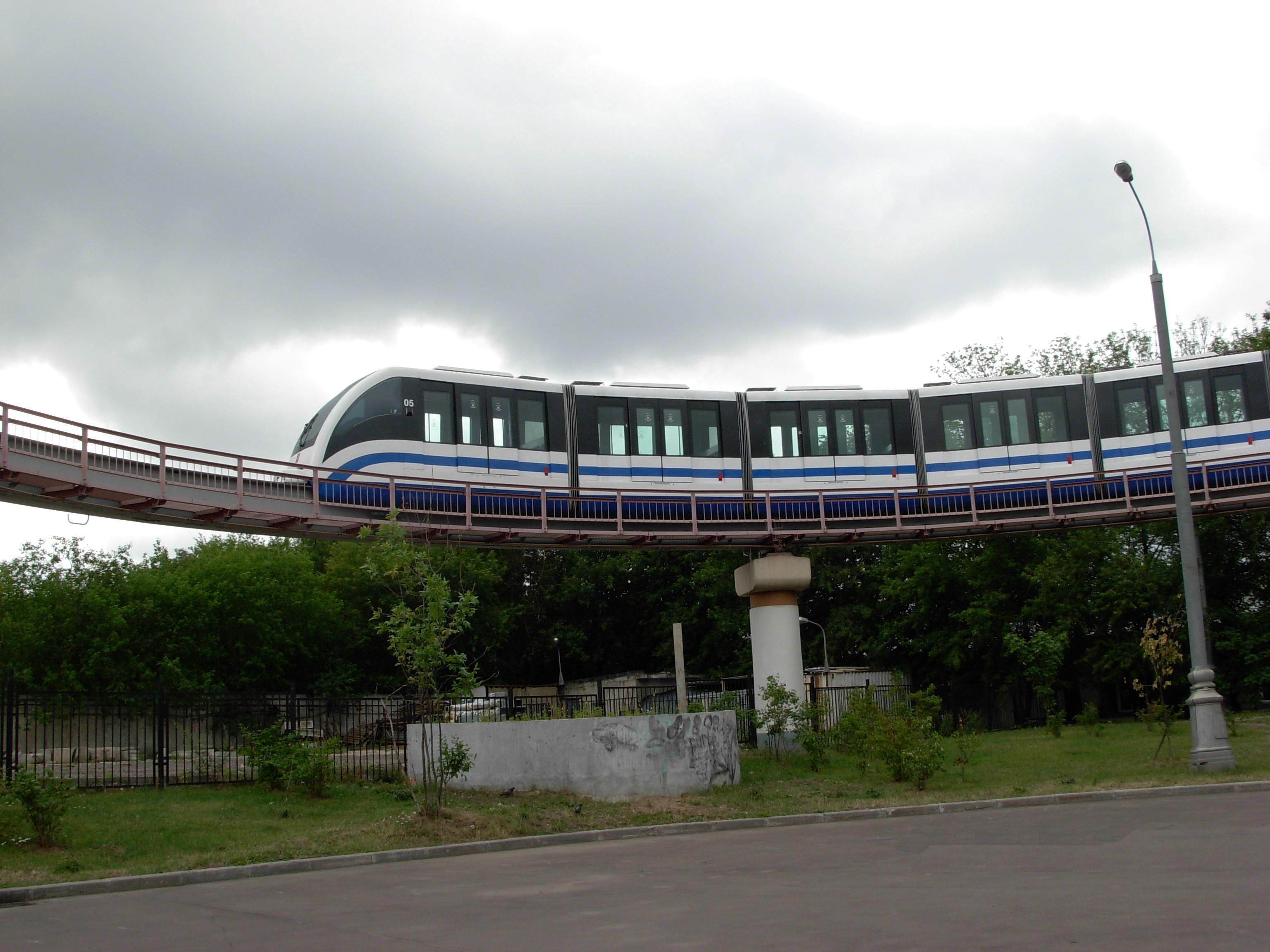
Состав московского монорельса на разворотном кольце у станции «Тимирязевская»

## Альтернативные перспективы

### Замена трамваем
В 2017 году было объявлено, что градостроительно-земельная комиссия Москвы приняла решение о разработке проекта замены московского монорельса трамваями. В случае воплощения этих планов уже существующая трамвайная линия, проходящая по улице Академика Королёва, будет продлена до Краснопресненской трамвайной сети (до улицы Костякова), причём часть эстакады монорельса будет приспособлена для трамвайного движения.
Решение отказаться от монорельса, согласно официальной мотивировке, должно позволить «значительно сократить расходы на эксплуатацию городского общественного транспорта» и улучшить транспортное обслуживание московского севера.

### Модернизация
В ноябре 2018 года Марат Хуснуллин, заместитель мэра Москвы по вопросам градостроительной политики и строительства, объявил о том, что линии монорельса будут реконструировать, и что речь не идёт про демонтаж и разбор конструкции: «В своё время эта магистраль была инновационной и передовой для Москвы, у нас нет самоцели или задачи её убрать с карты города». К этому он добавил, что прорабатываются разные проекты реконструкции. Итоговый план, по его словам, собирались утвердить в первом полугодии 2019 года. О том, какие проекты рассматриваются, не сообщалось.
В апреле 2022 года Юрий Соломонов, конструктор Московского института теплотехники сообщил, что существующую инфраструктуру монорельса можно адаптировать под технологию «маглев» и что соответствующие предложения представлены мэру Москвы Сергею Собянину. При этом опытный образец «маглева» уже работает на территории института. Ранее представители института заявили, что указанная технология позволит сократить энергопотребление по сравнению с монорельсом на 30-40 %.
12 октября 2023 года была обнародована информация о подготовке концессионного соглашения по модернизации московского монорельса, которое может быть подписано в конце года. Модернизацию предполагалось провести в два этапа. На первом (в 2023—2024 годах) было запланировано проведение ремонтно-восстановительных работ электроподвижного состава и возврат к пассажирскому режиму эксплуатации, при котором присутствует пять-шесть составов на трассе. На втором этапе (до 2027 года) планируется разработка и изготовление нового электроподвижного состава, оснащённого «системой магнитной разгрузки и беспилотной системой управления», причём электроподвижной состав первого этапа модернизации будет полностью заменён на новый.

## Нереализованные проекты
20 февраля 2008 года в эфире телеканала «ТВ Центр» первый заместитель мэра Москвы, руководитель комплекса городского хозяйства Пётр Бирюков сообщил, что московские власти намерены возводить монорельсовые магистрали в тех районах столицы, где невозможно строительство метро.
Ранее выдвигался ряд других предложений по созданию новых линий монорельса:
- продление существующей линии от улицы Сергея Эйзенштейна до станции метро «Ботанический сад» (вторая очередь проекта);
- в районы Крылатское, Красная Пресня (вдоль Москвы-реки от центра города в район ММДЦ «Москва-Сити», Нижние Мнёвники), вдоль Ярославского шоссе[15]; вдоль Профсоюзной улицы и Калужского шоссе от станции метро «Тёплый Стан» до деревни Мамыри.
- на территориях природных и развлекательных зон (ВДНХ, Лосиный Остров, Шереметьево), вдоль Москвы-реки[107];
- в составе проекта строительства технопарка в Нагатинской пойме[108].

Существовал проект по созданию на базе монорельсовой системы транспортного средства для городских и вылетных магистралей с увеличенной скоростью движения.
В марте 2012 года столичное правительство отказалось от субсидирования монорельса, расходы легли на ГУП «Московский метрополитен», по оценкам специалистов, на эти цели потребуется 1 млрд рублей в год.